# Joe Biden
Joseph Robinette Biden Jr. (Scranton, Pensilvania, 20 de noviembre de 1942), más conocido como Joe Biden (/d͡ʒoʊ ˈbaɪ.dənⓘ), es un abogado y político estadounidense. Miembro del Partido Demócrata, fue el 46.º presidente de los Estados Unidos desde el 20 de enero de 2021 hasta el 20 de enero de 2025. Anteriormente se desempeñó como el 47.º vicepresidente de los Estados Unidos de 2009 a 2017 bajo la presidencia de Barack Obama. Además, fue senador por Delaware entre 1973 y 2009.
Biden se hizo abogado en 1969 y fue nombrado al consejo del condado de New Castle en 1970. Fue elegido al Senado de los Estados Unidos por Delaware en 1972, siendo el sexto senador más joven en la historia norteamericana. Biden fue miembro principal y posteriormente presidente de la Comisión de Relaciones Exteriores del Senado. Se opuso a la guerra del Golfo en 1991, pero apoyó la expansión de la alianza de la OTAN en Europa del Este y su intervención en las guerras yugoslavas de la década de 1990. Respaldó la resolución que autorizaba la guerra de Irak en 2002, pero se opuso al aumento de tropas estadounidenses en 2007. También se desempeñó como presidente de la Comisión de Justicia del Senado de 1987 a 1995, ocupándose de temas relacionados con la política de drogas, la prevención del delito y las libertades civiles. Biden lideró los esfuerzos para aprobar la Ley sobre Control de Delitos Violentos y Aplicación de la Ley y la Ley de Violencia contra la Mujer, y supervisó las polémicas nominaciones a la Corte Suprema de los Estados Unidos de Robert Bork y Clarence Thomas.
Biden fue reelegido seis veces al Senado de los Estados Unidos y fue el cuarto senador de más antigüedad cuando renunció luego de ganar la vicepresidencia junto a Barack Obama en las elecciones presidenciales de 2008. Obama y Biden fueron reelegidos en 2012. Como vicepresidente, Biden supervisó el gasto en infraestructura en 2009 para contrarrestar la Gran Recesión. Sus negociaciones con los legisladores republicanos ayudaron a la administración de Obama a aprobar distintas leyes, incluida la Ley de Alivio Impositivo de 2010, que resolvió un estancamiento fiscal; la Ley de Control Presupuestario de 2011, que resolvió una crisis de techo de deuda; y la Ley de Alivio al Contribuyente estadounidense de 2012, que abordó un inminente abismo fiscal. En política exterior, Biden lideró los esfuerzos para aprobar el nuevo tratado START entre Estados Unidos y Rusia; respaldó la intervención militar en Libia, y ayudó a formular la política estadounidense hacia Irak mediante la retirada de tropas en 2011. Después de la masacre en la escuela primaria de Sandy Hook, Biden dirigió el Grupo de Trabajo sobre Violencia con Armas, creado para abordar las causas de la violencia con armas en los Estados Unidos. En octubre de 2015, Biden anunció que no disputaría la presidencia en las elecciones de 2016. En enero de 2017, Obama le concedió la Medalla Presidencial de la Libertad con distinción.
El 25 de abril de 2019, Biden anunció su candidatura a la presidencia, y en junio de 2020 alcanzó el umbral de 1991 delegados, necesario para asegurar la nominación del Partido Demócrata. El 11 de agosto de 2020, Biden anunció a la senadora Kamala Harris como su compañera de fórmula. Ganó las elecciones presidenciales de 2020, venciendo al entonces presidente Donald Trump, que buscaba la reelección.
El 25 de abril de 2023, Biden anunció su candidatura a la nominación demócrata para las elecciones presidenciales de 2024. Tras lo que numerosos medios de comunicación consideraron como un mal desempeño en el debate de junio de 2024 con Trump y preocupaciones generalizadas sobre su edad avanzada y su salud, Biden enfrentó repetidos llamamientos para suspender su candidatura. El 21 de julio, anunció que retiraba su candidatura y respaldó a la vicepresidenta Harris como su sucesora.

## Infancia, juventud y estudios
Joe Biden nació en Scranton, Pensilvania, el 20 de noviembre de 1942. Hijo de Joseph Robinette Biden Sr. y de Catherine Eugenia "Jean" Finnegan. Es el hijo mayor de una familia católica, tiene una hermana, Valerie, y dos hermanos, Francis y James. Fue criado en la religión católica, la cual profesaba su madre Jean, cuyo bisabuelo era de origen irlandés.
El padre de Biden fue inicialmente rico, pero sufrió muchos reveses financieros en el momento del nacimiento de Biden; por muchos años la familia vivió con los abuelos maternos. Scranton cayó en un declive económico durante la década de los años 1950, y el padre de Biden no pudo encontrar un trabajo estable. A comienzos del año 1953, teniendo diez años, su familia y él se mudaron a un apartamento en la localidad de Claymont, donde vivieron por varios años, luego se mudaron a una casa en Wilmington, Delaware. Allí Joseph Biden Sr. se convierte en un exitoso vendedor de automóviles usados logrando mantener a la familia en un estilo de vida de clase media.
Biden jugó de corredor y de receptor abierto en el equipo de fútbol americano de su escuela secundaria, la Academia Archmere, en Claymont. También jugó al béisbol. Estudiante modesto pero un líder natural, fue presidente de la clase en sus años juveniles, graduándose en 1961.
En la Universidad de Delaware en Newark, Biden jugó brevemente al fútbol americano el primer año y obtuvo el grado en Artes en 1965 con una doble especialización en Historia y Ciencias Políticas, y una especialización en inglés, obtuvo un promedio de C y ocupó el puesto 506 en su clase de 688. Posteriormente ingresó en la Facultad de Derecho de la Universidad de Siracusa, donde obtuvo el título de Juris Doctor en 1968, tomando el puesto 76 de 85 en su clase. Fue admitido en el Colegio de Abogados de Delaware en 1969.
Biden tiene tartamudez, que fue mejorando alrededor de los veinte y los treinta años. Según menciona, ha recitado poesía ante un espejo para reducir el trastorno, pero aun se vio afectado su desempeño en los debates presidenciales del Partido Demócrata de 2020.

## Vida personal y carrera temprana

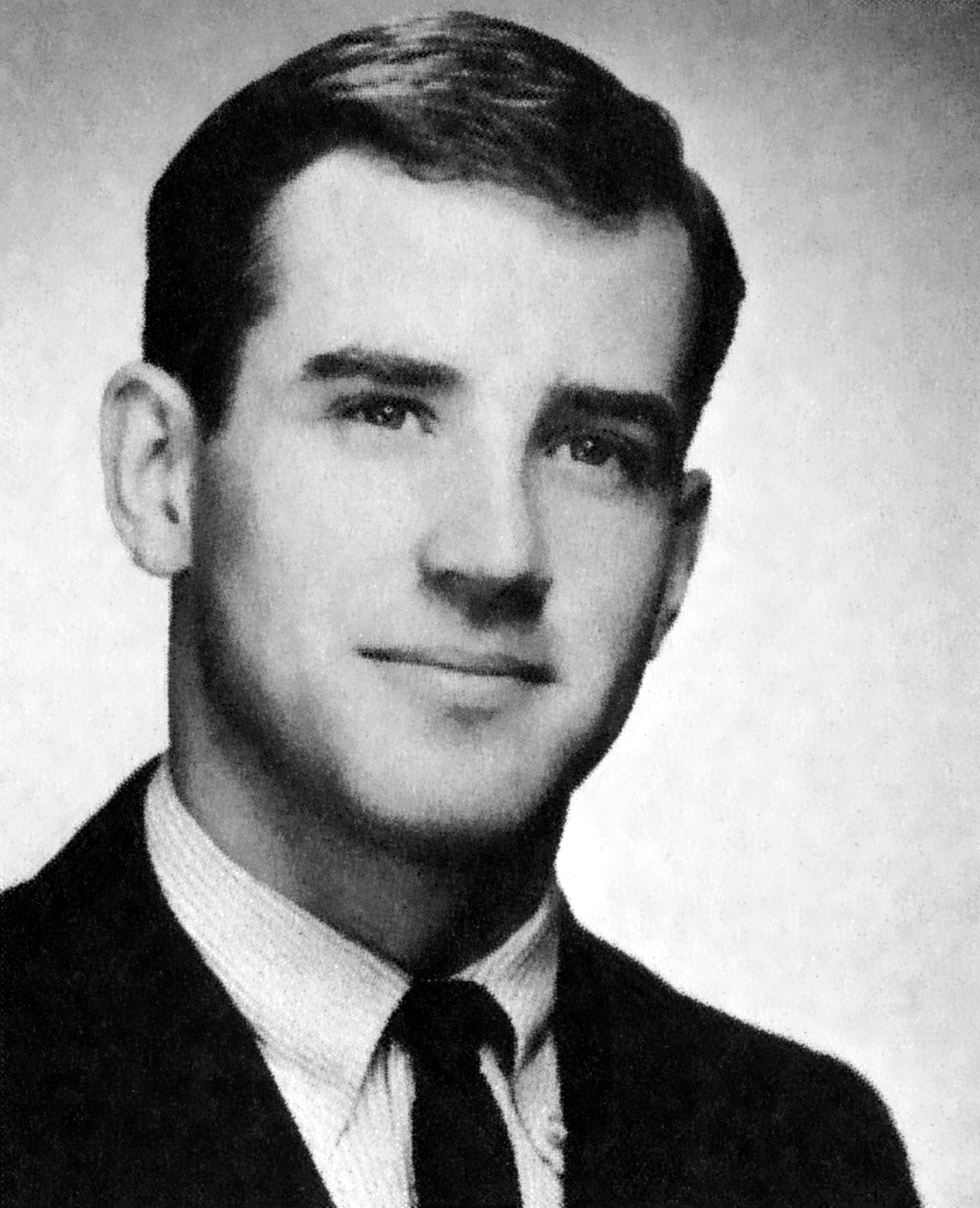
Joe Biden en el anuario de 1965 de la Universidad de Delaware.

El 27 de agosto de 1966, Biden se casó con Neilia Hunter (1942-1972), una estudiante de la Universidad de Siracusa, después de superar la renuencia de sus padres a que ella se casara con un católico; la ceremonia se llevó a cabo en una iglesia católica en Skaneateles, Nueva York. Tuvieron tres hijos: Joseph R. "Beau" Biden III (1969-2015), Robert Hunter Biden (nacido en 1970) y Naomi Christina "Amy" Biden (1971-1972).
Luego de obtener el Juris Doctor en 1968 fue admitido en el Colegio de Abogados de Delaware en 1969. Se sabe que mientras estaba en la escuela de leyes, recibió aplazamiento por reclutamiento estudiantil, y luego fue clasificado como no disponible para el servicio militar por ser asmático.
En 1968, Biden trabajó en un bufete de abogados de Wilmington encabezado por el prominente republicano local William Prickett y dijo más tarde, "me consideraba un republicano". No le gustaba la política racial conservadora del gobernador demócrata de Delaware, Charles L. Terry, y apoyó a un republicano más liberal, Russell W. Peterson, que derrotó a Terry en 1968. Biden fue reclutado por republicanos locales, pero registrado como independiente debido a su disgusto por el candidato presidencial republicano Richard Nixon.
En 1969, Biden ejerció la abogacía primero como defensor público y luego en una firma conducida por un demócrata local activo que lo nombró a él para el Foro Democrático, un grupo que intentó reformar y revitalizar el partido estatal; Biden se volvió a registrar posteriormente como demócrata. Él y otro abogado también formaron un bufete de abogados. Sin embargo, el derecho de sociedades no le atraía y el derecho penal no pagaba bien, por lo tanto complementó sus ingresos administrando propiedades.
Más tarde ese año, Biden fue elegido para un asiento en el consejo del condado en un distrito generalmente republicano del condado de New Castle, Delaware, que se ejecutaba en una plataforma liberal que incluía el apoyo a la vivienda pública en los suburbios. Él sirvió en el consejo, mientras aún ejercía la abogacía, desde 1970 hasta 1972. Se opuso a los grandes proyectos de carreteras que podrían perturbar los vecindarios de Wilmington. Justo después comenzaría su carrera política en el senado de los Estados Unidos.

### Muerte de su esposa e hija
El 18 de diciembre de 1972, su esposa Neilia Hunter y su hija Naomi de un año de edad, murieron en un accidente automovilístico mientras realizaban compras navideñas en Hockessin, Delaware. La camioneta de Neilia fue golpeada por un camión con remolque cuando salía de una intersección. Sus hijos Beau y Hunter sobrevivieron al accidente y fueron llevados al hospital en buenas condiciones, Beau con una pierna rota y otras heridas, y Hunter con una fractura de cráneo menor y otras lesiones en la cabeza. Los médicos pronto dijeron que ambos se recuperarían por completo. Biden consideró renunciar para cuidar de ellos, pero el líder de la mayoría del Senado, Mike Mansfield, lo convenció de que no lo hiciera.
Años más tarde, Biden dijo que había escuchado que el conductor del camión supuestamente bebió alcohol antes de la colisión. Sin embargo la familia del conductor negó tal acusación y la policía nunca pudo comprobarlo. Biden luego se disculpó con la familia.

### Segundo matrimonio

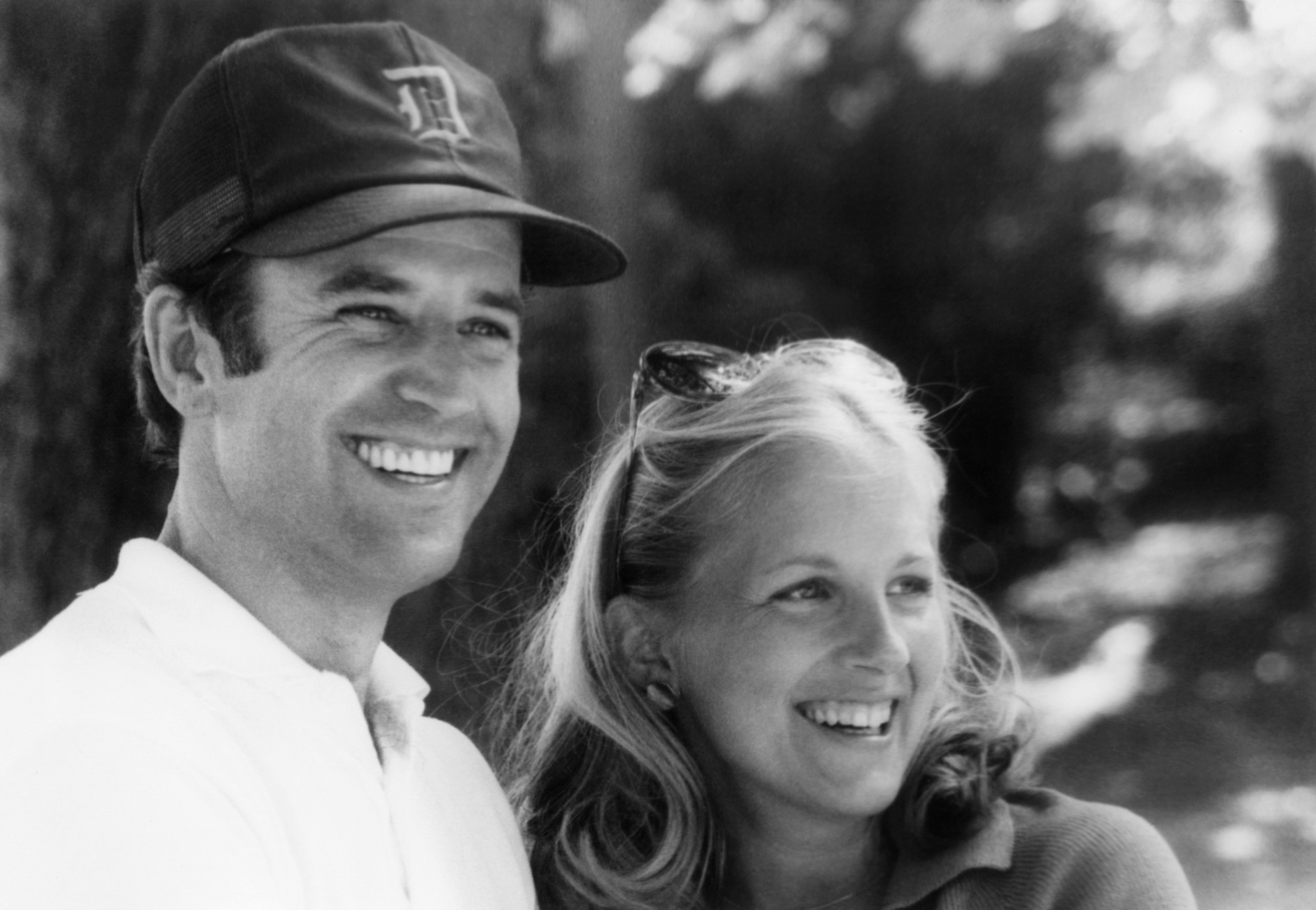
Biden y su segunda esposa, Jill Biden.

En 1975, luego de haber comenzado su carrera política en el senado, Biden conoció a Jill Tracy Jacobs, quien había crecido en Willow Grove, Pensilvania, y se convertiría en profesora en Delaware. Se conocieron en una cita a ciegas organizada por el hermano de Biden, aunque Biden ya había notado una fotografía de ella en un anuncio de un parque en Wilmington. Biden le da crédito por haber renovado su interés tanto en la política como en la vida. El 17 de junio de 1977, un sacerdote católico casó a Biden y Jacobs en la Capilla de las Naciones Unidas en Nueva York. Jill Biden tiene una licenciatura de la Universidad de Delaware; dos maestrías, una de la Universidad de West Chester y la otra de la Universidad de Villanova; y un doctorado en educación de la Universidad de Delaware.
Jill y Joe tienen una hija, Ashley Blazer (nacida en 1981), que se convirtió en trabajadora social y miembro del personal del Departamento de Servicios para Niños, Jóvenes y sus Familias de Delaware. Biden y su esposa son católicos y han asistido regularmente a misa en St. Joseph's on the Brandywine en Greenville, Delaware. De 1991 a 2008, Biden co-impartió un seminario sobre derecho constitucional en la Facultad de Derecho de la Universidad de Widener. El seminario a menudo tenía una lista de espera. Biden algunas veces voló desde el extranjero para impartir la clase.

## Carrera política

### Senador por Delaware

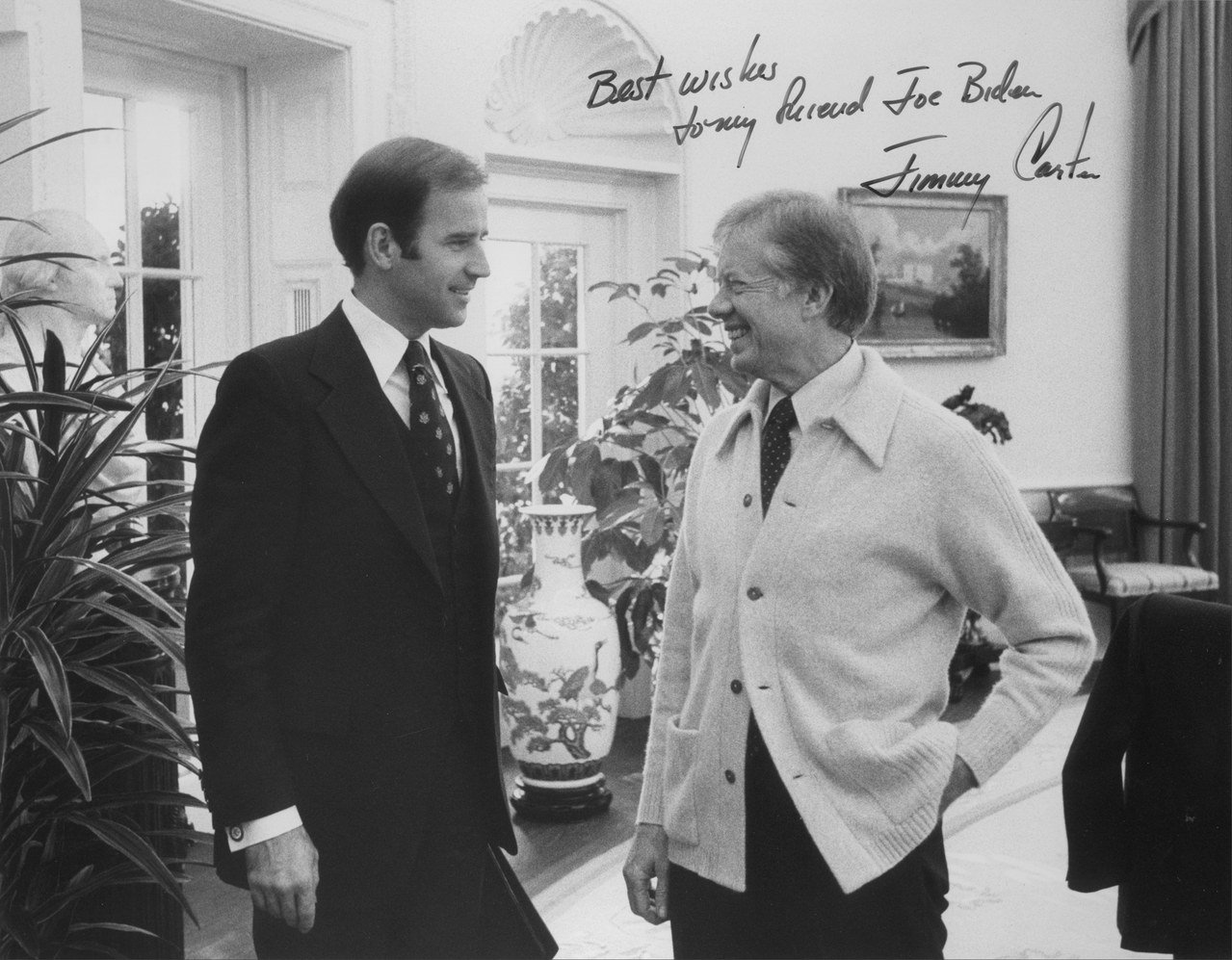
Biden junto al entonces presidente Jimmy Carter.

Luego de ser miembro del consejo del condado de New Castle, en 1972 decidió presentarse al Senado por el Partido Demócrata compitiendo contra el entonces senador J. Caleb Boggs, un veterano político con 12 años en el puesto, quien se presentaba a reelección pese a haber pensado en no presentarse. Contra todo pronóstico, Biden venció a un Boggs que había subestimado a su adversario, obteniendo una de las sorpresas más grandes para el bando demócrata en un ciclo electoral en el que el presidente Richard Nixon arrasó en las presidenciales en 49 de los 50 estados, incluido Delaware. Este resultado dio valor a su figura, convirtiéndose en uno de los senadores más jóvenes de la historia de Estados Unidos. Reelecto Senador durante cinco ocasiones consecutivas (1978, 1984, 1990, 1996 y 2002), es hasta ahora la persona que más tiempo ha servido como senador por el Estado de Delaware.

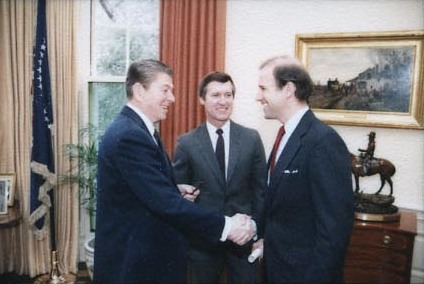
Biden junto al entonces presidente Ronald Reagan, en 1984.

Como senador, se destacó como un defensor férreo del Amtrak (la red estatal interurbana de trenes de pasajeros) así como de los intereses de la base aérea del Ejército estadounidense en la localidad de Dover y de la industria de tratamiento de animales de granja que existe en su estado.

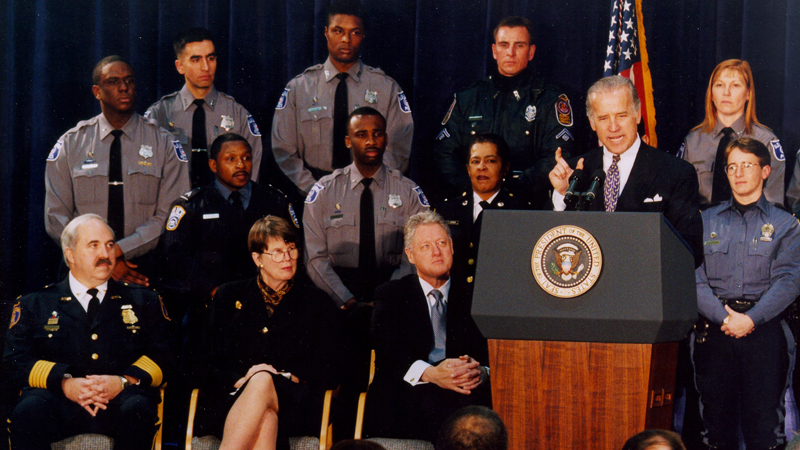
El senador Biden, hablando ante la firma de la Violent Crime Control and Law Enforcement Act (Ley de represión de los delitos violentos y orden público) de 1994.

Entre 1987 y 1995 presidió el Comité de Asuntos Judiciales del Senado, forjándose una sólida fama como experto en temas como el crimen organizado, el tráfico de drogas y la defensa de los derechos civiles. Además tuvo un papel principal en la promulgación de la Violent Crime Control and Law Enforcement Act, también conocida como Biden Crime Law (Ley Biden contra el Crimen), aprobada en 1994, mediante la cual se añadieron 60 nuevos crímenes que podrían ser castigados con la pena de muerte, entre ellos el tráfico de drogas, el terrorismo y el uso de armas de destrucción masiva. Como presidente del Comité de Asuntos Judiciales, le correspondió presidir dos de los más polémicos procesos de confirmación de candidatos al Tribunal Supremo de EE. UU., el de Robert Bork en 1987 y el de Clarence Thomas en 1991.

#### Política internacional

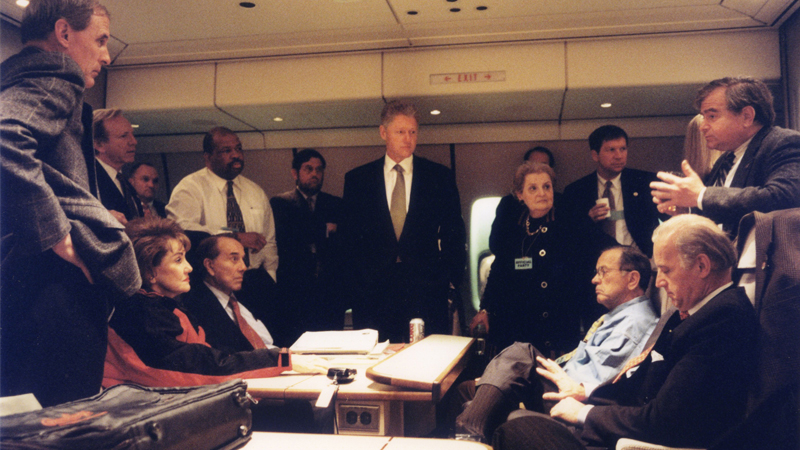
Biden, durante su etapa como senador, en un viaje hacia Bosnia en 1997 junto al entonces presidente Bill Clinton, la secretaria de Estado Madeleine Albright y los senadores Bob Dole y Ted Stevens.

Activo en temas de política internacional, tuvo un papel activo como senador durante el conflicto de los Balcanes, siendo uno de los más fuertes partidarios del uso de la fuerza como forma de proteger a los musulmanes bosnios. Tras varios viajes a la región, su consejo fue decisivo a la hora de convencer al presidente Bill Clinton de utilizar la fuerza militar contra Slobodan Milošević.
En 1982, Biden apoyó la posición inglesa en las islas Malvinas, afirmando que «es claro que el agresor es Argentina y es claro que Inglaterra tiene razón, y debería ser claro para todo el mundo a quién apoya Estados Unidos».
Presidente del Comité de Relaciones Exteriores del Senado, tras los atentados del 11 de septiembre de 2001, apoyó las políticas del presidente George W. Bush, reclamando tropas terrestres adicionales para Afganistán. Aunque se opuso inicialmente a una acción unilateral, no sin antes agotar todas las vías diplomáticas, en octubre de 2002 votó a favor de la resolución que autorizaba al Gobierno a utilizar la fuerza contra Irak. Su apoyo fue crucial desde su condición de presidente del Comité de Relaciones Exteriores.
En noviembre de 2006, Biden, de conjunto con Leslie H. Gelb, presidente emérito del Council on Foreign Relations, propuso un plan para poner fin a la violencia sectaria en Irak basado en la experiencia de Bosnia. En su plan, Biden proponía dividir Irak en áreas federales a lo largo de líneas étnicas. Según el plan, a los suníes, chiitas y kurdos de Irak, se les debería permitir manejar sus propios asuntos en tanto que la defensa de las fronteras, los asuntos exteriores y las ganancias del petróleo, deberían estar a cargo del gobierno central en Bagdad.

### Candidatura presidencial en 1988
El 9 de junio de 1987, Joe Biden anunció su candidatura a la Presidencia de EE. UU. en Wilmington, Delaware. Se postuló después de haber acumulado mucha fama entre los grupos progresistas tras su etapa como presidente del Comité Judicial del Senado y su rechazo a la candidatura del ultraconservador Robert Bork para la Corte Suprema.
Pero su campaña hizo aguas rápidamente tras ser acusado de plagio en un discurso electoral. En agosto de 1987, durante un debate electoral realizado en Iowa, utilizó parte de un discurso del entonces líder laborista del Reino Unido, Neil Kinnock. En febrero de 1988, antes de las primarias de Nuevo Hampshire, fue hospitalizado por dos aneurismas cerebrales, lo que provocó su inasistencia al Senado por siete meses y también le sirvió como excusa para no participar en la carrera presidencial.

### Candidatura presidencial en 2008

Logo de la campaña presidencial de Biden en 2008.

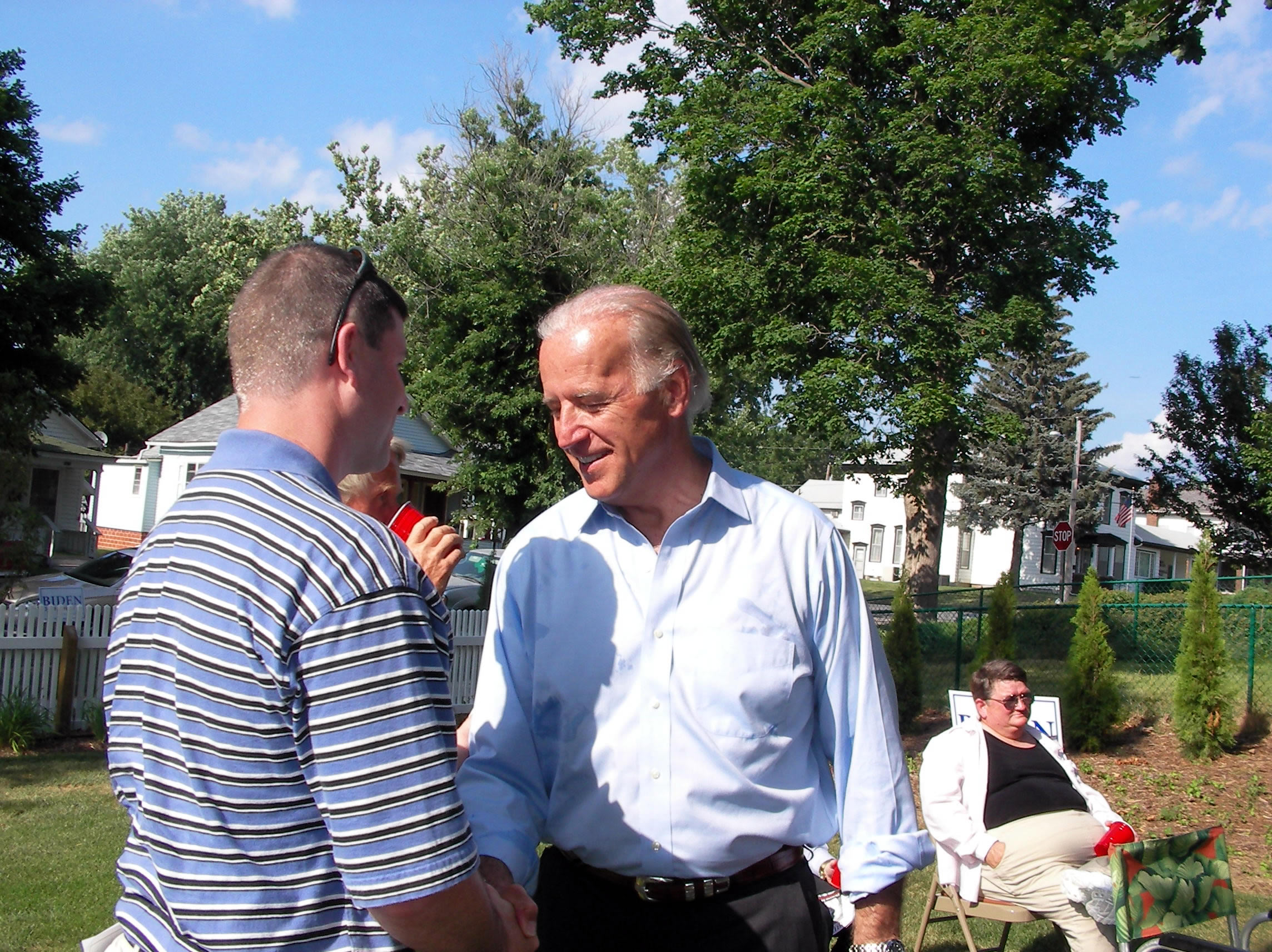
Campaña de Biden en una house party en Creston, Iowa, julio de 2007.

Tras su intento fallido en 1988, Biden siempre estuvo incluido en las listas de potenciales candidatos demócratas a las elecciones presidenciales. En junio de 2005, durante una entrevista, anunció que intentaría buscar la nominación demócrata con vista a las elecciones presidenciales de 2008. En enero de 2006, el columnista de un periódico de Delaware, Harry F. Themal escribió que Biden "ocupa el centro sensato del Partido Demócrata". Finalmente Biden declaró su candidatura a la presidencia el 31 de enero de 2007.
Durante su campaña, Biden se enfocó en la guerra de Irak y en su apoyo a la implementación del proyecto Biden-Gelb para lograr un éxito político. Él se jactó de sus récords en el Senado como líder de los principales comités congresionales y de su experiencia en política exterior. A pesar de especularse lo contrario, Biden rechazó la idea de aceptar la posición de Secretario de Estado, enfocándose sólo en la presidencia. A mediados de 2007, Biden puso énfasis en su conocimiento en política exterior comparado con el de Obama, diciendo por último: «Creo que puede estar preparado, pero ahora mismo no creo que lo esté. La presidencia no es algo que se aprenda por sí mismo trabajando continuamente». Biden además dijo que Obama estaba copiando algunas de sus ideas de política exterior. Biden se destacó por sus bromas en el transcurso de la campaña, hablando acerca del líder republicano de entonces, Rudy Giuliani en un debate el 30 de octubre de 2007, en Philadelphia, «Hay solo tres cosas que él menciona en una oración: un nombre, un verbo y el 9/11». En general, el desempeño de Biden en los debates tenían una mezcla efectiva de humor, agudos y sorprendentemente disciplinados comentarios.
El 3 de enero de 2008, tras el Caucus de Iowa, la primera cita electoral de las primarias demócratas, Biden quedó quinto, con el 4 % de los votos y sin ningún delegado, retirándose de la contienda ante sus escasas posibilidades de alcanzar la candidatura. Una vez fuera de la contienda, el 22 de junio de 2008 apoyó públicamente la candidatura de Barack Obama como candidato demócrata.

### Candidato a vicepresidente en 2008

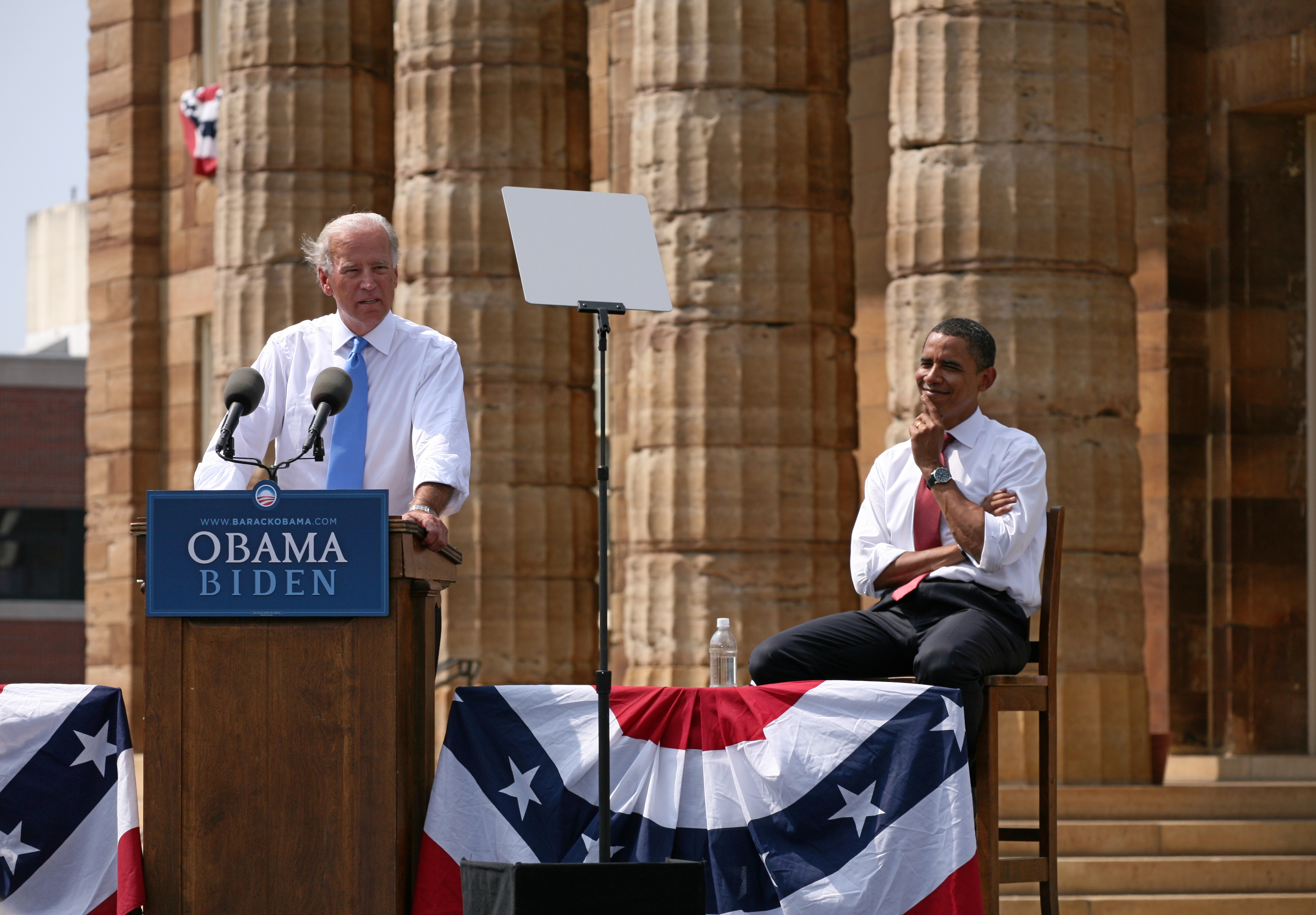
Biden en un mitin de campaña junto a Obama, durante las elecciones presidenciales de 2008.

Luego de la retirada de Biden de la carrera presidencial, Obama le dijo en privado a Biden que estaba interesado en encontrar un lugar importante para él en una futura administración Obama. Biden declinó la primera solicitud de Obama de considerarlo a él para el puesto de vicepresidente, temiendo que la vicepresidencia pudiera representar una pérdida en su estatus y voz de su posición en el Senado. En una entrevista el 22 de junio de 2008 en Meet the Press de NBC, Biden confirmó esto, aunque no estaba buscando activamente un sitio en la campaña, podría aceptar la nominación vicepresidencial si se la ofrecieran. A principios de agosto, Obama y Biden se reunieron en secreto para discutir una posible relación vicepresidencial, y los dos desarrollaron una fuerte relación personal.
El 23 de agosto de 2008 fue presentado como candidato a la Vicepresidencia de conjunto con Barack Obama. The New York Times informó que la estrategia detrás de la elección reflejó el deseo de rellenar la fórmula electoral con alguien que tuviera experiencia en política exterior y seguridad nacional—y no para ayudar a la fórmula a ganar un estado pendular o enfatizar en el mensaje de "cambio".
Después de su nominación, el obispo católico de Scranton, Pensilvania, prohibió a Biden recibir la Sagrada Comunión allí debido a su apoyo al derecho al aborto, pero Biden continuó recibiendo la Comunión en su parroquia de Delaware. Scranton se convirtió en un punto álgido en la competencia por los votantes católicos de los estados pendulares entre la campaña demócrata y los grupos católicos liberales, quienes enfatizaron que otros temas sociales deberían ser considerados tanto o más que el aborto, y muchos obispos y católicos conservadores, quienes sostuvieron que el aborto era primordial. Biden dijo que creía que la vida comienza en la concepción, pero no impondría sus puntos de vista religiosos a los demás. El obispo Saltarelli había dicho anteriormente sobre posturas como la de Biden: «Hoy nadie aceptaría esta declaración de ningún servidor público: “Me opongo personalmente a la esclavitud humana y al racismo, pero no impondré mi convicción personal en el ámbito legislativo”. Asimismo, ninguno de nosotros debería aceptar esta afirmación de ningún servidor público: “Yo personalmente me opongo al aborto pero no impondré mi convicción personal en el ámbito legislativo”».
La campaña vicepresidencial de Biden ganó poca visibilidad de los medios, mientras la mayor atención de la prensa se enfocó en la compañera de fórmula republicana, la gobernadora de Alaska Sarah Palin. Durante una semana en septiembre de 2008, por ejemplo, el Pew Research Center's Project for Excellence in Journalism encontró que Biden estaba incluido en sólo un cinco por ciento de las nuevas coberturas de la carrera, menos que los otros tres candidatos en las fórmulas. Biden, sin embargo, se enfocó en la campaña en las áreas disputadas económicamente de los estados pendulares y en intentar persuadir a los demócratas de clase trabajadora, especialmente aquellos que apoyaron a Hillary Clinton. Biden atacó duramente a McCain, a pesar de su antigua amistad personal con él, y dijo: "Ese sujeto que solía conocer se ha ido, literalmente me echó arena"
El 2 de octubre de 2008, tuvo lugar el debate entre candidatos a vicepresidente, en el cual Biden logró vencer a la gobernadora Palin, según varios sondeos.
En las elecciones presidenciales del 4 de noviembre de 2008, la fórmula demócrata Obama - Biden derrotó por amplio margen a la republicana de McCain-Palin, logrando un 52,8 % contra un 45,8 %.
El 20 de enero de 2009, Joe Biden juró como vicepresidente de los Estados Unidos, en el Capitolio de Washington D. C., reemplazando a Dick Cheney en el cargo.

## Vicepresidente de los Estados Unidos

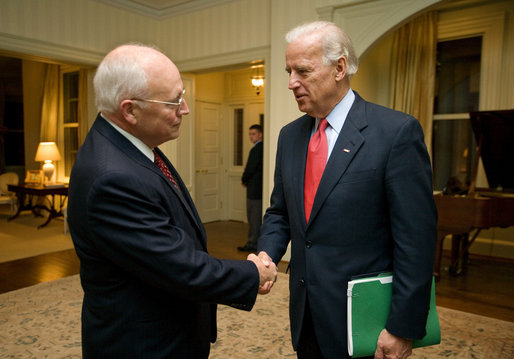
Encuentro del vicepresidente electo Biden con el vicepresidente Dick Cheney en Number One Observatory Circle el 13 de noviembre de 2008.

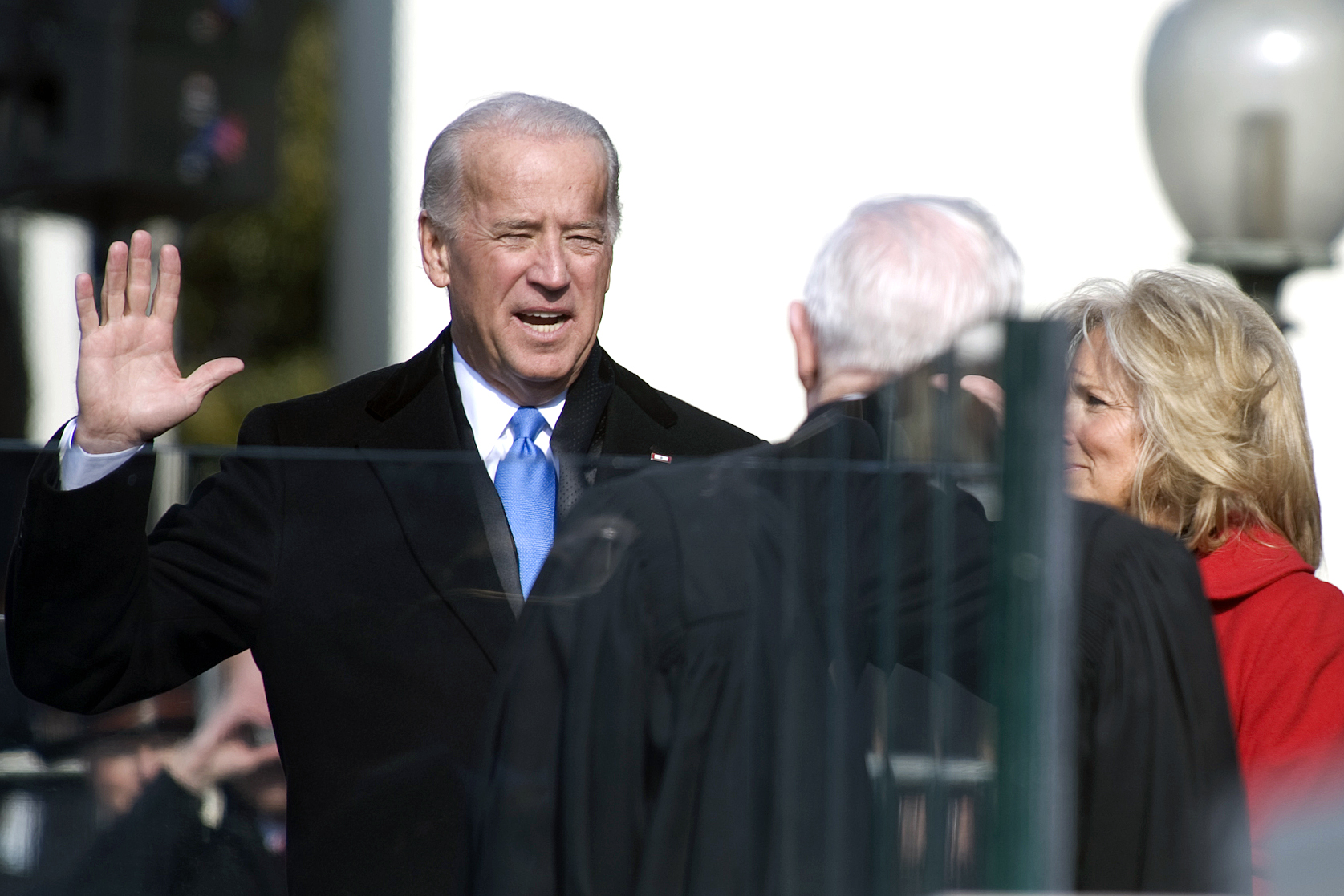
Biden asumió el cargo ante el juez asociado del Tribunal Supremo John Paul Stevens, 20 de enero de 2009.

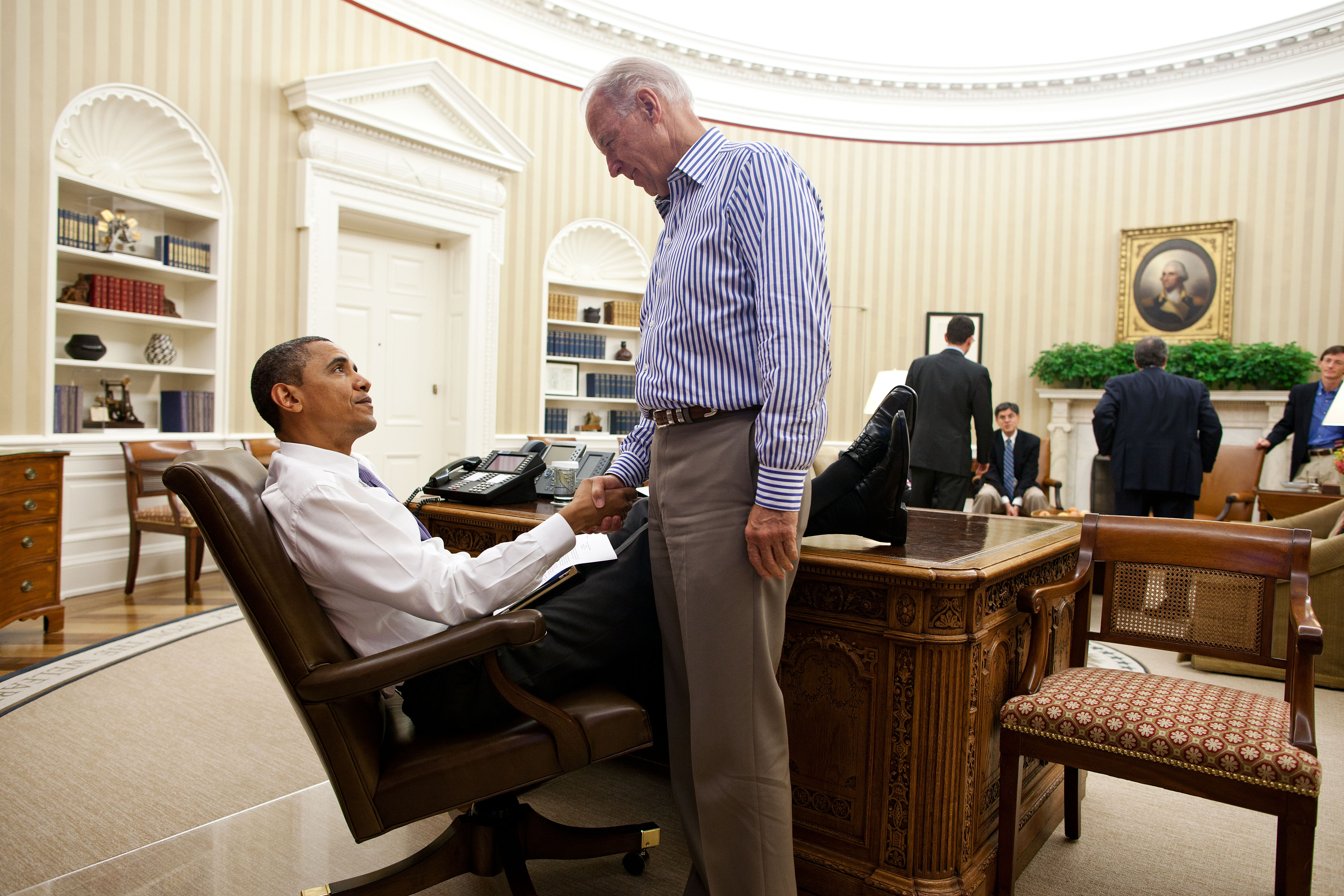
El presidente Barack Obama y Biden en julio de 2011

El 4 de noviembre de 2008, Biden fue elegido vicepresidente de los Estados Unidos como compañero de fórmula de Obama.
Poco después de la elección, fue designado presidente del equipo de transición del presidente electo Obama. Durante la fase de transición de la Administración Obama, Biden dijo que se reunía diariamente con Obama y que McCain seguía siendo su amigo. El nombre en clave del Servicio Secreto dado a Biden es "Celtic", en referencia a sus raíces irlandesas.

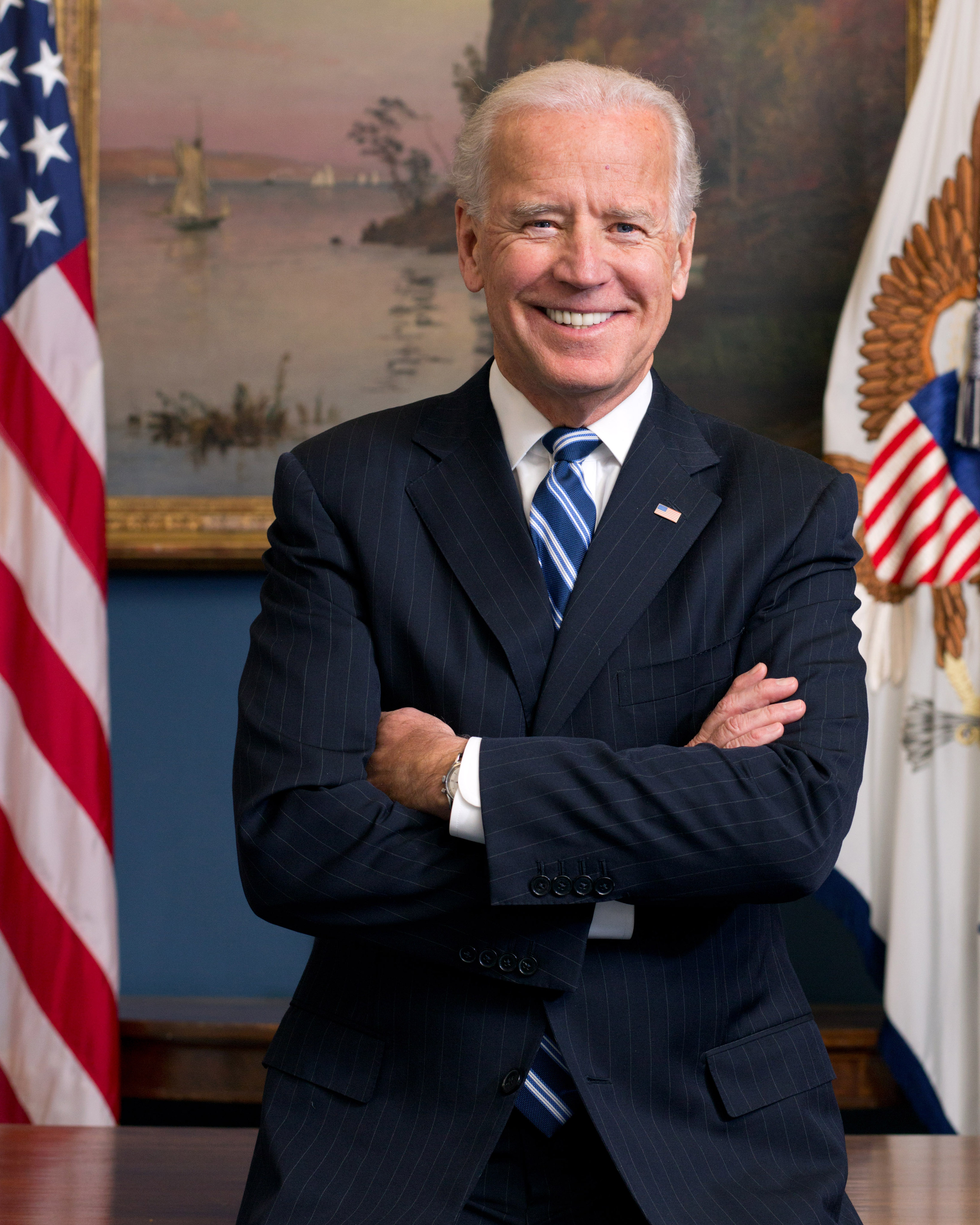
Retrato oficial de Biden como vicepresidente en 2013.

Biden eligió al veterano abogado y asistente demócrata Ron Klain como su jefe de Gabinete, y al jefe de la Oficina de Washington para la revista Time, Jay Carney como su director de comunicaciones. Biden planeó eliminar algunos de los roles explícitos asumidos por la Vicepresidencia de su predecesor, Dick Cheney, quien se había establecido como un centro de poder autónomo. Por otra parte, Biden dijo que no emularía a ningún vicepresidente previo, sino que en cambio trataría de proporcionar consejos y sugerencias en cada gran decisión que Obama pudiera tomar.

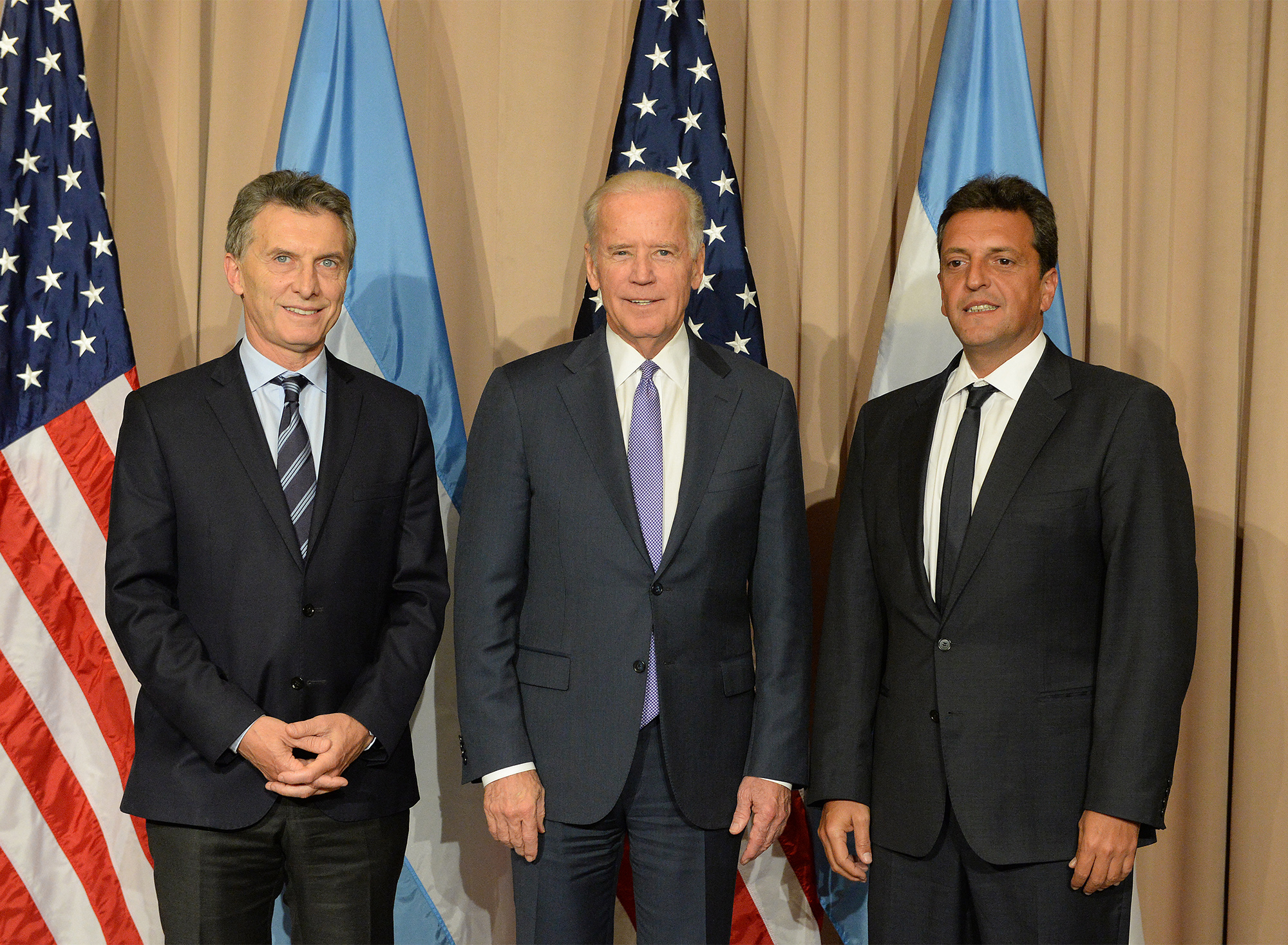
De izquierda a derecha, el presidente argentino Mauricio Macri, Biden, y el diputado argentino Sergio Massa en Davos, Suiza en enero de 2016.

Al mediodía del 20 de enero de 2009, Joe Biden se convirtió en el 47.º vicepresidente de los Estados Unidos, juramentado por el juez de la Corte Suprema John Paul Stevens. Biden es el primer vicepresidente estadounidense de Delaware y el primer católico en alcanzar este cargo.
Durante los primeros meses de la administración Obama, Biden asumió las funciones de coordinación de las relaciones entre el ejecutivo y el Congreso. El propio Obama comparó los esfuerzos de Biden con los de un jugador de baloncesto «que hace un montón de cosas que no aparecen en la hoja de estadísticas».
Durante todo el año 2009 realizó varias visitas a Irak, sosteniendo conversaciones con el entonces primer ministro iraquí, Nuri al Maliki, acerca de la nueva estrategia de Obama para este país. Biden se convirtió en el principal portavoz de la Administración Obama en la cuestión de Irak, realizando alrededor de 8 viajes entre 2009 y 2012, periodo en que las tropas estadounidenses abandonaron Irak gradualmente.
Biden jugó un papel esencial en obtener el apoyo del Senado a importantes leyes de la administración. Su experiencia negociadora fue útil durante las negociaciones con el Partido Republicano en Congreso en materia de política tributaria, economía y presupuestos, siendo vital en la aprobación de la ley de control del Presupuesto del año 2011 y en la de Alivio Tributario de 2012.
En política exterior, Biden apoyó la intervención militar de la OTAN en Libia en 2011. Biden ha apoyado estrechar los lazos económicos con Rusia.
Su experiencia como senador en materia de política internacional fue útil sobre todo para el rediseño de la política de la Administración en temas como la salida de las tropas de Irak y el conflicto en Afganistán. Aunque su visión chocó con la de la entonces secretaria de Estado, Hillary Clinton, sobre todo en la decisión de enviar 21 mil nuevos soldados a Afganistán, con el paso de los meses su voz lograría influenciar mucho más en las decisiones de Obama.
El 15 de mayo de 2016, Biden recibió (junto con John Boehner) la Medalla Laetare de la Universidad de Notre Dame, considerada el premio más alto para los católicos estadounidenses.
Como vicepresidente, ha ejercido un papel de liderazgo en los esfuerzos de la administración Obama de limitar la venta de armas, luchar contra los abusos sexuales en los campus universitarios así como en la búsqueda de un tratamiento efectivo contra el cáncer.

## Campaña presidencial de 2020

### Especulaciones y posterior anuncio
Entre 2016 y 2019, los medios de comunicación mencionaron a Biden como un posible candidato a presidente en 2020. Cuando se le preguntó si iba a presentarse, dio respuestas variadas y ambivalentes, diciendo "nunca digas nunca". En un momento sugirió que no veía un escenario en el que volvería a postular, pero unos días después dijo "correré si puedo caminar". En enero de 2018 se formó un comité de acción política conocido como Time for Biden, que buscaba la entrada de Biden en la carrera.
Biden anunció en julio de 2018 que decidiría si formalmente se declararía candidato en enero de 2019, pero no hizo ningún anuncio en ese momento. Dovere informa que Biden estaba preocupado por el efecto que otra carrera presidencial podría tener en su familia y reputación, así como las luchas y percepciones de recaudación de fondos sobre su edad y su relativo centrismo en comparación con otros aspirantes demócratas. Por otro lado, su «sentido del deber», ofensa en la presidencia de Trump, la falta de experiencia en política exterior y su deseo de fomentar el «progresismo de construcción de puentes» en el partido se consideraron como factores que lo impulsaron a postularse.

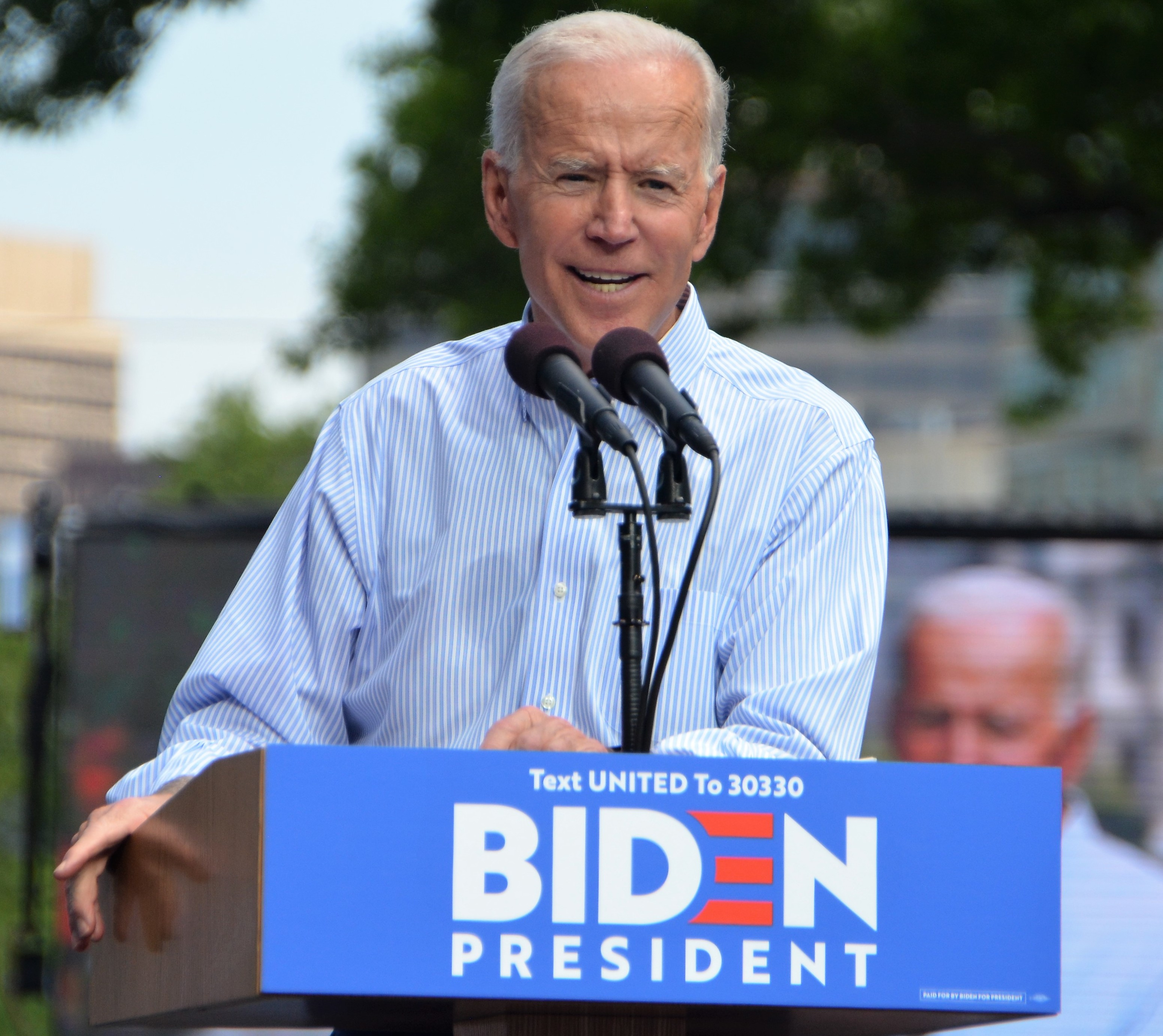
Biden en el mitin de lanzamiento de su campaña a la presidencia, en Filadelfia, el 25 de abril de 2019.

Finalmente a primeras horas de la mañana del 25 de abril de 2019, con un anuncio en video, lanzó su campaña el 25 de abril de 2019. Eligió Filadelfia, Pensilvania, para ser su cuartel general de la campaña presidencial de Estados Unidos en 2020.

### Campaña

Logo de la campaña de Joe Biden de 2020.

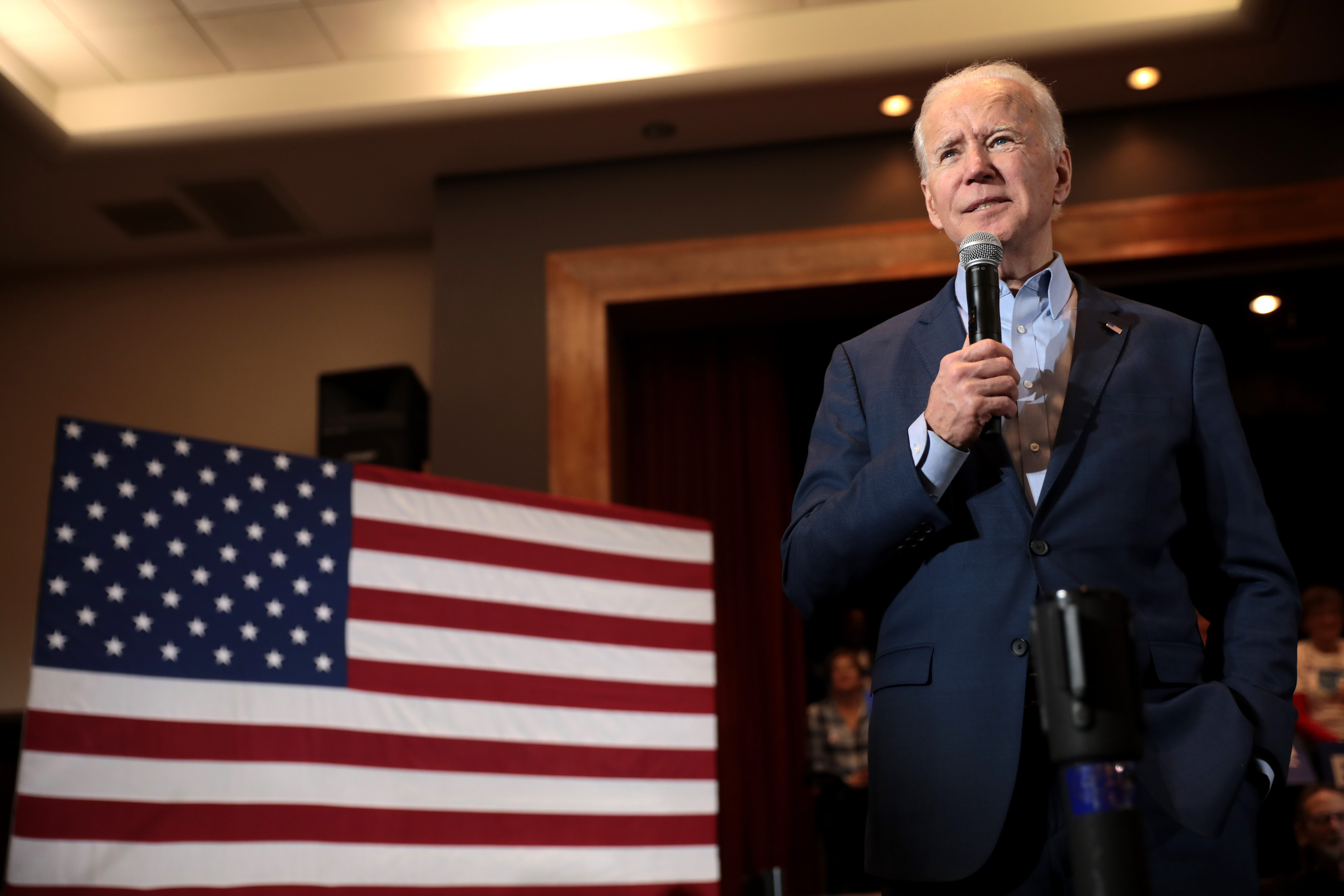
Biden en Henderson, Nevada en febrero de 2020.

A lo largo de 2019, Biden lideró a sus rivales Demócratas en las encuestas a nivel nacional y fue ampliamente reconocido como el líder en las primarias presidenciales del partido demócrata. Junto con las salidas de Pete Buttigieg y Amy Klobuchar, Biden se posicionó de nuevo como el candidato demócrata favorito, la carrera en las primarias se volvió una carrera de dos hombres, su oponente fue Bernie Sanders. Posteriormente en abril de 2019 Sanders se retira, y Biden se convirtió en el presunto candidato a presidente del Partido Demócrata.
En septiembre de 2019, surgieron reportes de que Trump había presionado al presidente de Ucrania, Volodímir Zelenski, para que realizara una investigación que acusaba a Joe Biden y a su hijo Hunter Biden. A pesar de estas alegaciones, hasta septiembre de 2019, no ha habido evidencia que demostrara culpabilidad alguna de ninguno de los Biden. Esta presión para investigar a los Biden fue interpretada por los medios como un intento de perjudicar las posibilidades de Joe Biden de ganar las elecciones presidenciales de 2020, lo cual resultó en un escándalo político resultando en el juicio político de Trump por parte de la Cámara de Representantes.
El 11 de agosto de 2020, anunció a la senadora estadounidense Kamala Harris de California como su compañera de fórmula, convirtiéndola en la primera Afroamericana candidato a vicepresidente de partidos importantes. El 18 de agosto del mismo año, Biden fue nominado oficialmente en la Convención Nacional Demócrata de 2020 como el candidato del Partido Demócrata para presidente en las Elecciones de 2020.

### Propuestas
La campaña de Biden se centra alrededor de propuestas para empoderar a la clase media, a través de mejoras en los programas de educación, inversión en instalaciones escolares, una reforma fiscal en favor de la clase media y garantías a la salud universal, especialmente para grupos vulnerables.

### Resultado electoral y transición
El 7 de noviembre, cuatro días después del día de la elección, Joe Biden fue anunciado como el virtual ganador de las elecciones presidenciales, a la espera de los cómputos finales y posterior ratificación del resultado electoral, derrotando al titular, Donald Trump; desde ese entonces y hasta el 14 de diciembre se estuvo esperando que Joe Biden fuese elegido por el colegio electoral como el 46.º presidente de los Estados Unidos, por otro lado Trump presentó demandas y acusaciones de fraude en las elecciones del 3 de noviembre sin haber mostrado pruebas fehacientes a la luz pública, generando polémica durante la transición presidencial. No obstante, las demandas de Trump fueron rechazadas por el Tribunal Supremo y el 14 de diciembre fue confirmada su victoria por el Colegio Electoral. Biden sería la persona de mayor edad en servir como presidente durante su primer mandato (con 78 años el día de su toma de posesión) y sería el primer candidato en 28 años en derrotar a un presidente en el cargo que buscaba la reelección desde que el demócrata Bill Clinton derrotara al republicano George H. W. Bush en las elecciones presidenciales de 1992. Es el segundo vicepresidente no titular en triunfar en unas elecciones presidenciales y el primer demócrata en conseguirlo, después de Nixon. Su compañera de fórmula, Kamala Harris, sería la primera mujer y primera persona de color (es de ascendencia asiática y caribeña) en ocupar el cargo de vicepresidenta. Esta fue la primera elección presidencial en donde los dos principales candidatos tenían más de 70 años de edad.
En las elecciones de 2020 votaron más estadounidenses que en cualquier otra y los dos principales candidatos (Donald Trump y Joe Biden) obtuvieron una cifra superior a los 70 millones de votos cada uno, siendo ambos los candidatos más votados de la historia, y Biden ostentando el primer lugar, con 80 millones de votos hasta este momento.
Antes de nombrar a cualquier personal de la Casa Blanca o nombramientos en el gabinete, Biden anunció que nombrará un grupo de trabajo de COVID-19 copresidido por un equipo multidisciplinario. Biden prometió una respuesta del gobierno federal más grande a la pandemia que Donald Trump, similar al New Deal del presidente Franklin D. Roosevelt después de la Gran Depresión. Esto incluiría un aumento de las pruebas para el virus COVID-19, un suministro constante de equipo de protección personal, la distribución de una vacuna y la obtención de dinero del Congreso para escuelas y hospitales bajo la égida de un «comandante de la cadena de suministro» nacional que coordinaría la logística de fabricación y distribución. equipo de protección y kits de prueba. Esto sería distribuido por una «Junta de Pruebas Pandémicas», también similar a la Junta de Producción de Guerra de Roosevelt. Biden también se comprometió a invocar la Ley de Producción de Defensa de manera más agresiva que Trump para acumular suministros, así como la movilización de hasta 100 000 estadounidenses para un "cuerpo de empleos de salud pública" para ayudar a rastrear y prevenir brotes.
El 11 de noviembre de 2020 Biden anunció el nombramiento de Ron Klain, quien había sido su jefe de Gabinete como vicepresidente, a jefe de Gabinete de la Casa Blanca.

## Presidente de los Estados Unidos

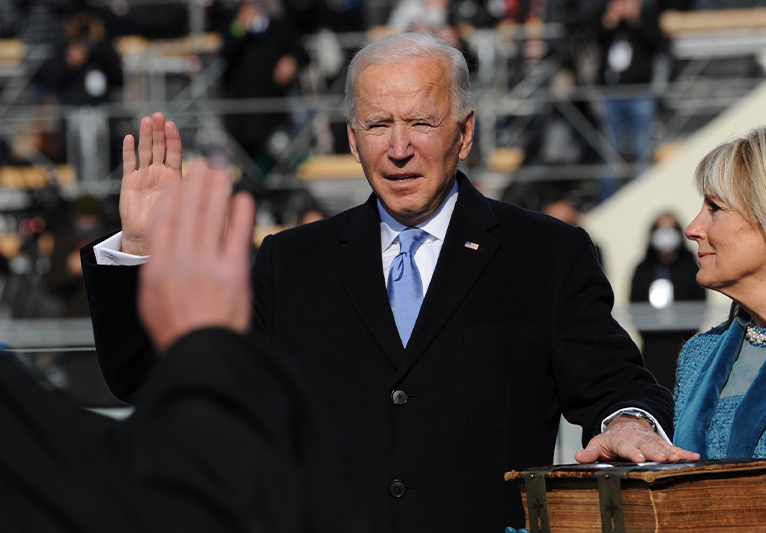
Biden prestando juramento como presidente.

Biden fue investido como el 46.º presidente de los Estados Unidos el 20 de enero de 2021, siendo a los 78 años la persona de mayor edad en asumir el cargo y el segundo presidente católico, siendo el primero John F. Kennedy.
En sus primeros dos días como presidente, Biden firmó 17 órdenes ejecutivas, más que la mayoría de los presidentes recientes en sus primeros 100 días. Para su tercer día, las órdenes habían incluido volver a unirse al Acuerdo Climático de París, poner fin al estado de emergencia nacional en la frontera con México, ordenar al gobierno que se uniera a la Organización Mundial de la Salud, requisitos de mascarilla en propiedad federal y medidas para combatir el hambre en los Estados Unidos. Emitió una orden ejecutiva que revocó los permisos para la construcción del Oleoducto Keystone XL, un oleoducto fuertemente criticado por activistas del medio ambiente y grupos nativos americanos, lo que dio como resultado que la empresa canadiense de energía TC Energy elimine 1000 empleos de construcción. En las primeras dos semanas en el cargo, Biden firmó más órdenes ejecutivas que cualquier otro presidente desde que Franklin D. Roosevelt tuvo en su primer mes en el cargo.
El 4 de febrero de 2021, la administración Biden anunció que Estados Unidos estaba poniendo fin a su apoyo a la campaña de bombardeos dirigida por Arabia Saudita en Yemen. En su primera visita al Departamento de Estado como presidente, Biden dijo que «esta guerra tiene que terminar» y que el conflicto ha creado una «catástrofe humanitaria y estratégica».
En abril de 2023, durante una entrevista, Biden anunció que se presentaría para la reelección en noviembre de 2024.

### Apoyo a Ucrania
La administración de Joe Biden adoptó una postura más intervencionista en Ucrania y más dura frente a Rusia. En agosto de 2021, Biden ordenó el envío de armas estadounidenses a Ucrania por valor de 60 millones de dólares.La inteligencia estadounidense detectó los planes rusos para invadir Ucrania y se los transmitió al gobierno ucraniano.Biden se entrevistó en diciembre de 2021 con el presidente ruso Vladímir Putin y trató de calmar su inquietud sobre la expansión de la OTAN diciendole que era poco probable que Ucrania fuera aceptada como miembro. Putin propuso un tratado de paz con Estados Unidos que pusiera fin a la expansión de la OTAN hacia el este. Biden lo rechazó y optó por acelerar las entregas de armas a Ucrania y los preparativos para la guerra contra Rusia en suelo ucraniano.Biden también amenazó, en febrero de 2022, con "poner fin" al gasoducto Nord Stream 2 si Rusia invadía Ucrania.Por su parte, la vicepresidenta estadounidense, Kamala Harris, le recomendó a Zelenski que organizase un gobierno ucraniano en el exilio y un plan de sucesión.
Estados Unidos tiene desplegados militares en Ucrania desde abril de 2014 para la capacitación de las fuerzas armadas ucranianas. La administración Obama puso límites estrictos al envío de material e inteligencia a Ucrania. A partir de 2018, sin embargo, Donald Trump autorizó la primera entrega de armas al ejército ucraniano, antitanques Javelin.
En diciembre de 2021, el Departamento de Defensa de los Estados Unidos proporcionó a Ucrania 60 millones de dólares de ayuda militar inmediata. En febrero de 2022, Antony Blinken autorizó otros 350 millones de dólares.
En enero de 2022, la CIA estadounidense informó al gobierno ucraniano en detalle de los planes rusos de invasión. El personal de la CIA permaneció en Ucrania cuando el resto de la embajada fue evacuada, el 12 de febrero de 2022, para seguir recopilando inteligencia y pasándosela al gobierno ucraniano. Según fuentes ucranianas y estadounidenses, la CIA ha construido doce bases secretas a lo largo de la frontera rusa que constituyen el «sistema nervioso» de las fuerzas armadas ucranianas: transmiten información sobre objetivos rusos a bombardear, monitorizan los movimientos rusos y dan apoyo a sus redes de espías.
En febrero de 2022, la administración Biden se fijó tres objetivos en la guerra: 1) que Ucrania sobreviviese como país independiente, democrático y con libertad para integrarse en Occidente; 2) preservar la unidad entre EE. UU. y sus aliados; 3) evitar un conflicto directo entre Rusia y la OTAN. Que Kiev recuperase los territorios ocupados por Rusia no formaba parte de los objetivos.
En marzo de 2022, el presidente Joe Biden consiguió del Congreso autorización para entregar 13 600 millones de dólares en ayuda a Ucrania y en abril solicitó 33 000 millones más, al estar casi agotada la primera entrega. Las armas entregadas o prometidas incluyeron baterías de artillería guiada, blindados, artillería antiaérea, munición, etc. Era la primera vez que Estados Unidos entregaba armas ofensivas a Ucrania. Para agosto de 2023, el total de armas, asistencia financiera y ayuda humanitaria entregada por EE. UU. a Ucrania ascendía a 111 000 millones de dólares.
A partir de abril de 2022, Estados Unidos estableció un centro de inteligencia en su base de Weisbaden (Alemania) desde la que la OTAN pasó a planificar y coordinar todos los lanzamientos de misiles y drones ucranianos así como sus ofensivas terrestres. Los estadounidenses se encargaban de identificar y seleccionar objetivos contra los que luego disparaban los ucranianos. Entre los ataques más sonados de 2022 destacan el hundimiento del Moskvá, el buque insignia de la Flota del Mar Negro de la Armada rusa, la destrucción de puentes de pontones rusos en Severodonetsk y los bombardeos del cuartel general del 58.º Ejército ruso de armas combinadas y del puerto de Sebastopol.
La siguiente escalada fue el envío por la administración Biden de cohetes guiados HIMARS a Ucrania. Todos los disparos se programaban desde Wiesbaden contra objetivos autorizados por Estados Unidos. Con el paso del tiempo, la administración Biden autorizó también la presencia de militares estadounidenses y agentes de la CIA en zonas de combate, así como bombardeos en el interior de Rusia.
En julio de 2023, el anuncio por la Casa Blanca de la entrega de bombas de racimo a Ucrania causó controversia porque la mayoría de la comunidad internacional prohíbe ese tipo de munición. Tras las derrotas ucranianas en su "contraofensiva de primera" y en la batalla de Bajmut, la administración Biden envió secretamente a Ucrania misiles de largo alcance ATACMS así como una treintena de militares estadounidenses a Kiev en misión de "consejeros".
Políticos estadounidenses han defendido la entrega de armas a Ucrania con el argumento de que crea empleo en Estados Unidos.
El día 17 de noviembre de 2024, según The New York Times y The Washington Post, Biden autorizó el uso de misiles estadounidense de largo alcance (ATACMS) en Ucrania. Sin embargo, esto no ha sido confirmado por la Casa Blanca o el Pentágono. 
Tras la derrota demócrata en las elecciones presidenciales de 2024, la administración Biden abandonó todas sus líneas rojas en su apoyo al gobierno de Kiev; entre otras, autorizó bombardeos de largo alcance con inteligencia y armas estadounidenses en territorio ruso, envió minas antipersona, permitió que los militares estadounidenses estacionados en Kiev se estableciesen en el frente de combate e impuso severas sanciones a la industria energética rusa, incluyendo a 200 buques petroleros y a la producción y exportación de GNL. También insistió hasta el final en que Ucrania llamase a filas a todos los varones jóvenes de 18 a 25 años, medida que el gobierno ucraniano rechazó sistemáticamente.

### Descubrimiento de documentos clasificados
El 2 de noviembre de 2022, mientras empacaban archivos en el Penn Biden Center, los abogados de Biden encontraron documentos clasificados que datan de su periodo como vicepresidente (2009-2017) en un «armario cerrado». Según la Casa Blanca, los documentos fueron reportados ese día a los Archivos Nacionales y Administración de Documentos, que recuperaron los documentos al día siguiente. El 20 de diciembre, se descubrió un segundo lote de documentos clasificados en el garaje de la residencia de Biden en Wilmington, Delaware. En enero de 2023, estos hallazgos se hicieron públicos y el 12 de enero, el fiscal general Merrick Garland nombró a Robert K. Hur como asesor especial para investigar «la posible sustracción y retención no autorizadas de documentos clasificados u otros registros». Dos días después, el 14 de enero, los abogados de Biden encontraron nuevos documentos clasificados de la época en la que fue vicepresidente en una de sus mansiones en Delaware, con lo que ya son tres los lotes de documentos clasificados que se han encontrado en propiedades de Biden.

### Investigación deimpeachment
El presidente de la Cámara de Representantes, el republicano Kevin McCarthy, ordenó en septiembre de 2023 abrir una investigación formal sobre Joe Biden sobre los negocios de su familia encaminada a someterlo a un juicio político o impeachment antes de las elecciones presidenciales de 2024, que en caso de proceder sería el cuarto proceso de destitución en la historia para un presidente de los Estados Unidos.

### Campaña presidencial de 2024

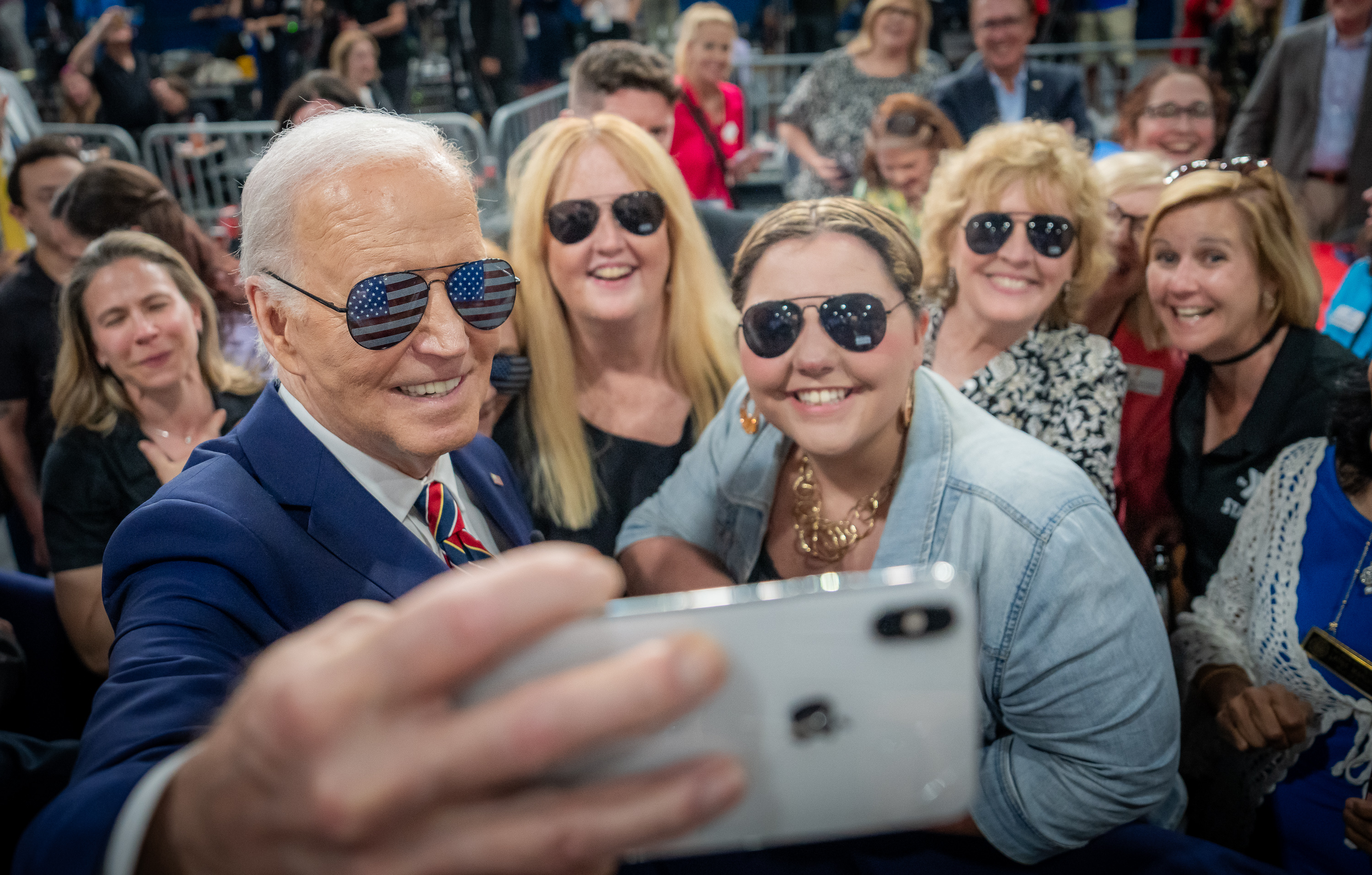
Joe Biden con sus seguidores durante la campaña de 2024.

El 6 de marzo de 2024, tras un supermartes, Joe Biden ganó en todas las primarias demócratas. Por el lado republicano, Nikki Haley, la única contendora de Trump en las primarias republicanas, retiró su candidatura, convirtiendo a Trump en el único candidato y nominado por el partido Republicano como candidato en las elecciones presidenciales contra el candidato Joe Biden del partido Demócrata.
El 12 de marzo se confirmó la nominación de Biden como el candidato demócrata y de Trump como el candidato republicano en las elecciones presidenciales de 2024, siendo la primera revancha electoral del país en los últimos 68 años.
El 27 de junio Trump y Biden realizaron un debate en CNN sin público y con micrófonos cerrados. En este debate Trump no realizó la cantidad de interrupciones que sí se vieron en campañas anteriores, y Biden se mostró incompetente y con signos de demencia senil, lo cual despertó dudas dentro de la militancia demócrata sobre si Biden debe ser reemplazado o no como candidato.
Durante el debate del 27 de junio de 2024 entre Donald Trump y Joe Biden, ambos discutieron sobre su hándicap de golf. La discusión al respecto siguió incluso después del debate. Durante gran parte de su presidencia, ministros, diputados, y senadores tuvieron pocas interacciones personalmente con Biden, a quien su círculo guardaba celosamente debido a su avanzada edad.
El 21 de julio, Joe Biden anunció su renuncia a su campaña presidencial para un segundo mandato dándole su apoyo a su vicepresidenta, Kamala Harris, para ser la nominada del Partido Demócrata.

## Posiciones políticas

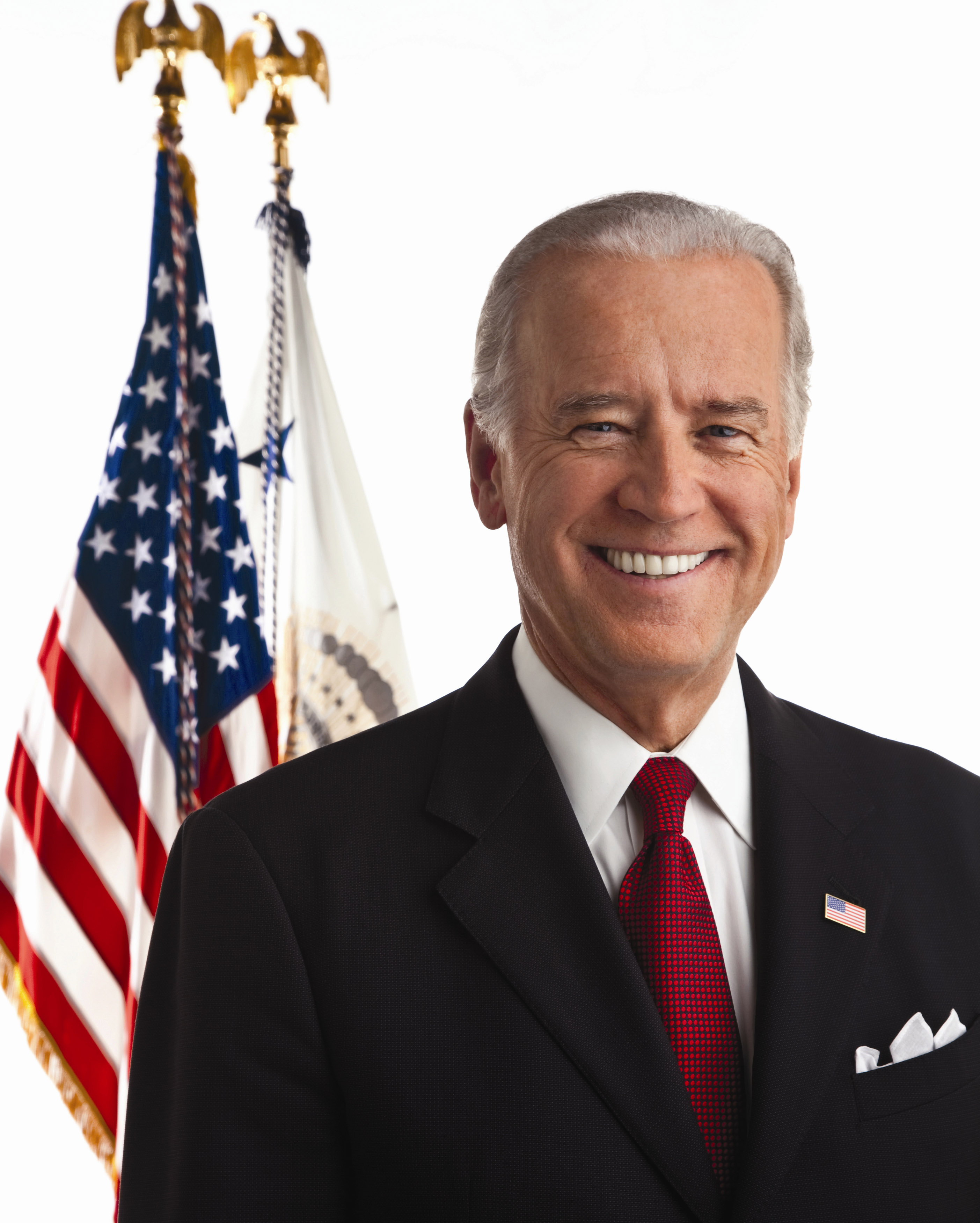
Retrato oficial de Biden como vicepresidente en 2009.

Biden se ha caracterizado por ser un demócrata moderado. Apoyó el estímulo fiscal en la Ley de Recuperación y Reinversión Estadounidense de 2009; el aumento del gasto en infraestructura propuesto por la administración Obama; transporte público, incluidos los subsidios de Amtrak, autobús y metro; derechos reproductivos; matrimonio entre personas del mismo sexo; y la reducción del gasto militar en el presupuesto del año fiscal 2014 de la administración Obama. Biden apoya el caso Roe v. Wade y desde 2019 ha estado a favor de derogar la Enmienda Hyde. Biden ha propuesto revertir parcialmente los recortes de impuestos corporativos de la Ley de Reducción de Impuestos y Empleos de 2017, diciendo que hacerlo no dañaría la capacidad de las empresas para contratar.
Biden se opone a la extracción de petróleo en el Refugio Nacional de Vida Silvestre del Ártico y apoya la financiación gubernamental para encontrar nuevas fuentes de energía. Él cree que se deben tomar medidas sobre el calentamiento global. Patrocinó la resolución del Sentido del Senado que pide a Estados Unidos que participe en las negociaciones climáticas de las Naciones Unidas y la Ley de Reducción de la Contaminación por Calentamiento Global Boxer-Sanders, el proyecto de ley climática más estricto del Senado de los Estados Unidos. Quiere lograr un sector de energía libre de carbono en los Estados Unidos para 2035 y detener las emisiones por completo para 2050. Su programa incluye reingreso al Acuerdo de París, conservación de la naturaleza y construcción ecológica. Biden quiere presionar a China y otros países para que reduzcan las emisiones de gases de efecto invernadero, mediante tarifas de carbono si es necesario. Votó por el Tratado de Libre Comercio de América del Norte (TLCAN). Biden se comprometió, a sancionar y restringir comercialmente a los funcionarios y entidades del gobierno chino que llevan a cabo la represión.
Como senador, Biden forjó relaciones profundas con grupos policiales y fue uno de los principales defensores de una medida de la Declaración de Derechos de los Oficiales de Policía que los sindicatos de policías apoyaron pero los jefes de policía se opusieron. Como vicepresidente, se desempeñó como enlace de la Casa Blanca con la policía.

## Perfil público

### Árabes y estadounidenses musulmanes

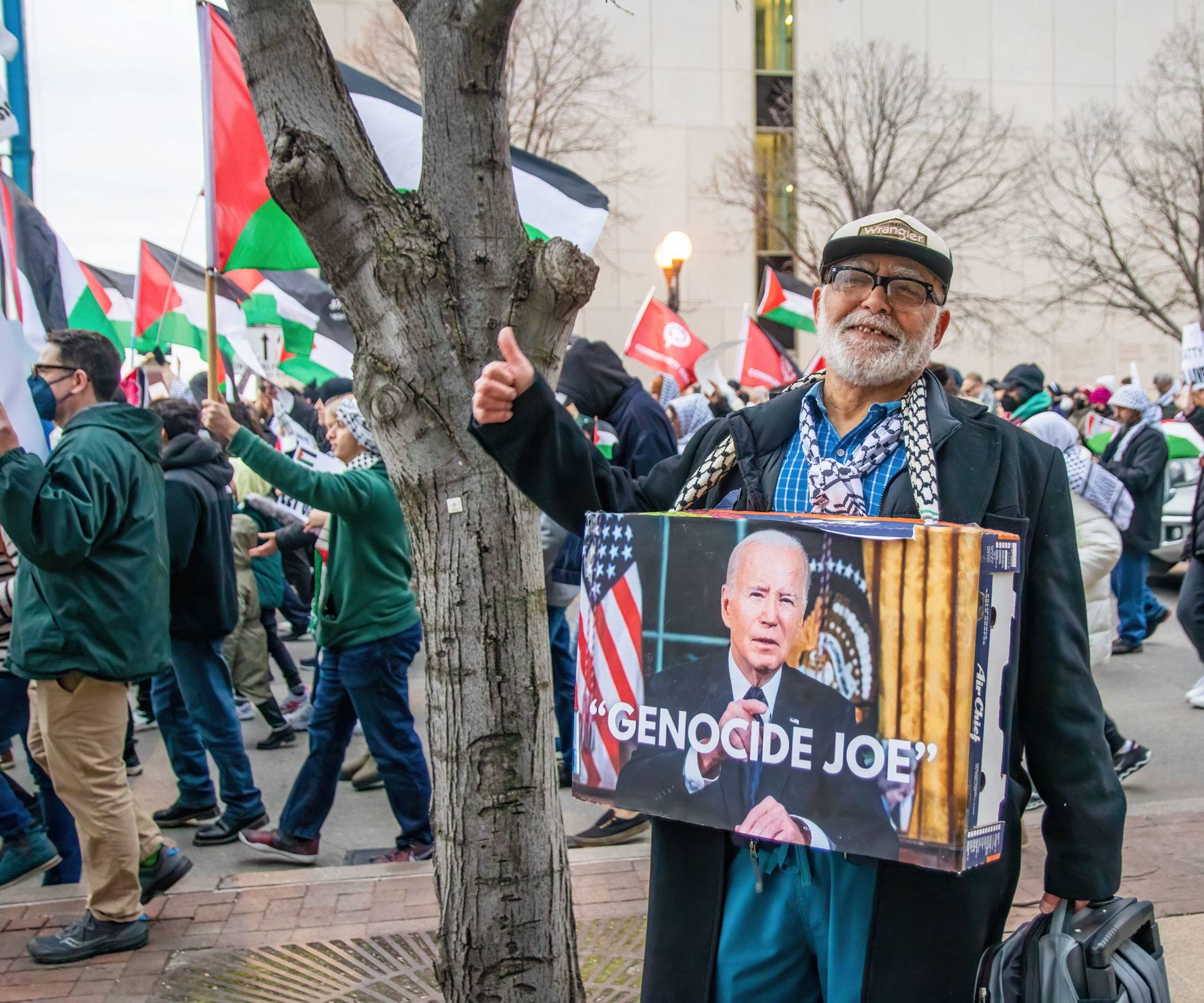
Un manifestante en Columbus, Ohio, llevando un letrero refiriéndose a Biden como «Joe el Genocida».

En respuesta a la reacción de la administración Biden ante la guerra entre Israel y Gaza, líderes musulmanes y árabes estadounidenses de estados decisivos iniciaron la campaña #AbandonBiden, que alienta a los votantes en los Estados Unidos a no votar por Biden como forma de protesta por su apoyo a Israel. Los líderes de la organización dijeron que no apoyarían a Donald Trump, pero tampoco votarían por Biden. El 30 de diciembre de 2023, la campaña #AbandonBiden anunció su expansión a nivel nacional. James Zogby, presidente del Instituto Árabe Americano, argumentó que la oposición árabe estadounidense a Biden se debía a su «insensibilidad» hacia el sufrimiento palestino.
El apoyo de Biden a Israel ha provocado oposición de los estadounidenses musulmanes y árabes, especialmente en Míchigan, que tiene una gran población musulmana y una gran población árabe. El alcalde Abdullah Hammoud de Dearborn se negó a reunirse con la campaña de Biden en enero de 2024 porque dijo que las vidas de los palestinos no se miden en encuestas. Hammoud luego se unió a 30 legisladores estatales y miembros de la Comisión del Condado de Wayne para ejercer presión sobre Biden. La representante estadounidense Rashida Tlaib, la única estadounidense de origen palestino en el Congreso, también llamó a los demócratas de Míchigan a votar «no comprometido» en las primarias estatales.

## Vida privada y familia
En 1966, estando en la Facultad de Derecho, Biden contrajo matrimonio con Neilia Hunter, con quien tuvo tres hijos, Joseph R. III (Beau), Robert Hunter, y Amy. Su esposa e hija menor murieron en un accidente automovilístico poco después de que Biden fuera elegido Senador en 1972 a la edad de 29 años. Sus dos hijos, Beau y Hunter, resultaron con lesiones de gravedad por el accidente, pero ambos se recuperaron completamente.
Persuadido de no renunciar y de ocuparse y cuidar de sus hijos, Biden comenzó a ir en tren a Washington D. C. desde su casa en los suburbios de Wilmington, Delaware, empleando una hora y media todos los días en dichos desplazamientos, durante los 36 años de permanencia en el Senado. En 1977, contrajo matrimonio con Jill Tracy Jacobs. Tienen una hija, Ashley.
El hijo mayor de Biden, Joseph R. "Beau" Biden, III, fue socio de la firma de abogados Bifferato, Gentilotti, Biden & Balick, LLC y fue elegido fiscal general del Estado de Delaware en 2006. Capitán de la Armada de la Guardia Nacional de Delaware, falleció en mayo de 2015, a causa de un cáncer de cerebro. Su hijo menor, R. Hunter Biden, trabaja como abogado en Washington D. C., y previamente trabajó en el Departamento de Comercio de los Estados Unidos. Hunter fue declarado culpable en junio de 2024 de tres cargos, por mentir sobre su consumo de drogas al comprar un revólver. Los archivos de su controvertida laptop tuvieron un rol importante en la sentencia.
Cuando Joe Biden intentó donar fondos para la Academia "Archmere Academy", en Delaware, con el fin de construir un nuevo edificio para las ciencias, rehusaron ponerle su nombre debido a la postura proaborto de Biden. Igualmente, donó el dinero.

### Acusaciones por tocamientos inapropiados y denuncia por supuesto acoso
Ocho mujeres, por lo menos, han acusado a Biden por tocamientos inapropiados. La política demócrata Lucy Flores lo acusó públicamente. También Amy Lappos. También fue cuestionado por videos en los que se lo veía tocar chicas durante sus actos públicos de manera que las hacía sentir incómodas. Durante el movimiento #MeToo, Biden publicó un video en el que decía que entendía que su historial de tocar mujeres no era algo apropiado pero que había aprendido ya que los tiempos han cambiado.
Biden fue denunciado penalmente por acoso sexual por Tara Reade, una mujer que trabajó como parte de su equipo entre 1992 y 1993, cuando era senador.

## Salud
En febrero de 2023, fue sometido a una cirugía por una lesión en la piel en el pecho, que resultó ser un carcinoma.
El 18 de mayo de 2025, los portavoces del expresidente Biden anunciaron que había sido diagnosticado con un cáncer de próstata agresivo, y con metástasis ósea. 

## Distinciones

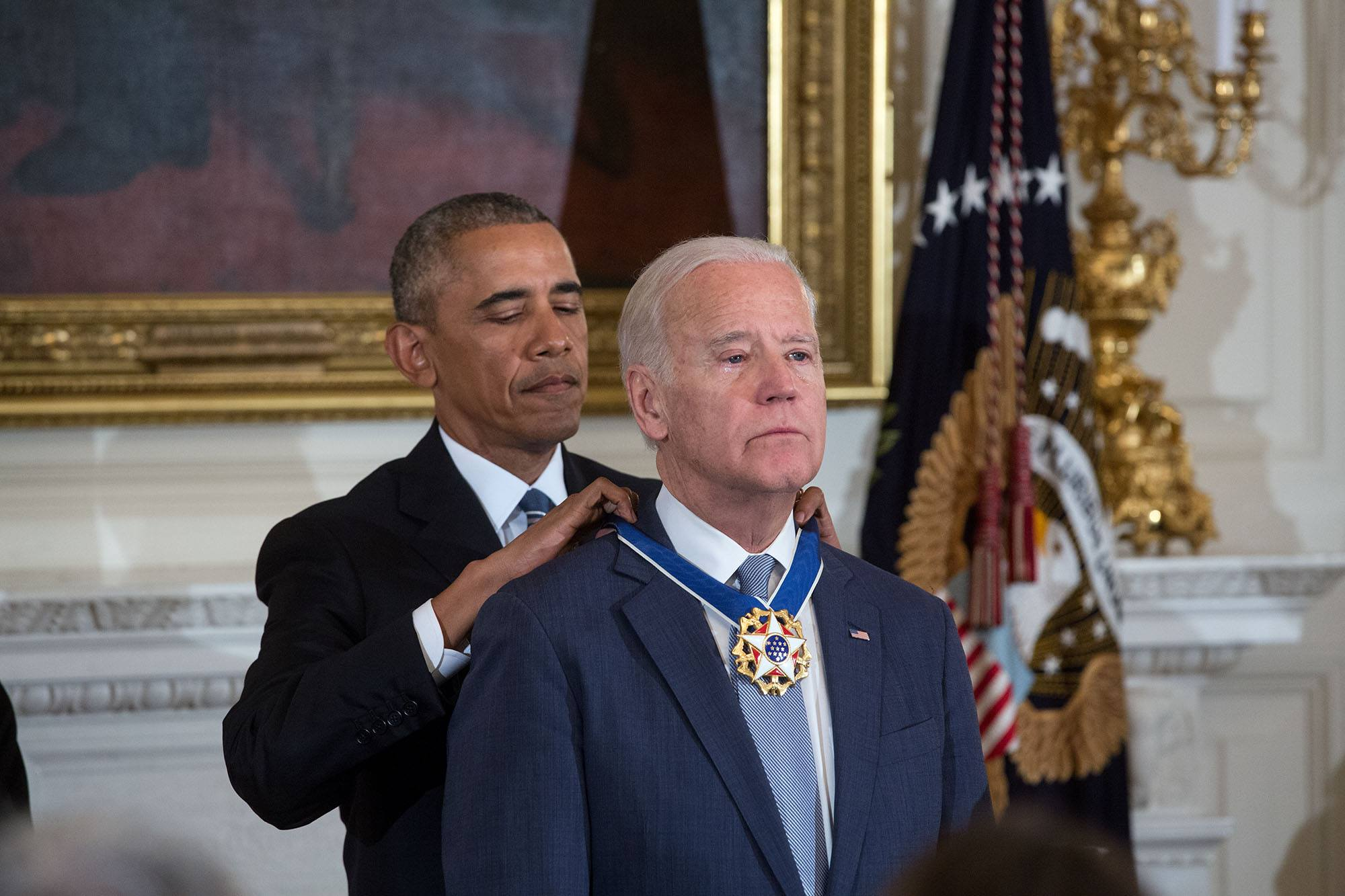
El presidente Barack Obama entrega a Biden la Medalla Presidencial de la Libertad con Distinción, el 12 de enero de 2017.

Biden ha recibido títulos honoríficos de la Universidad de Scranton (1976), Universidad de Saint Joseph (J.D 1981), Facultad de Derecho de la Universidad de Widener (2000), Emerson College (2003), Universidad Estatal de Delaware (2003), su alma mater en la Universidad de Delaware (J.D 2004), Facultad de Derecho de la Universidad de Suffolk (2005), su otra alma mater en la Universidad de Siracusa (J.D 2009), Universidad de Wake Forest (J.D 2009), Universidad de Pensilvania (J.D 2013), Miami Dade College (2014), Universidad de Carolina del Sur (2014), Trinity College, Dublín (J.D 2016), Colby College (J.D 2017), y Universidad Estatal Morgan (2017).
Biden también recibió la Medalla del Canciller (1980) y la Medalla de Pionero George Arents (2005) de la Universidad de Siracusa.
En 2008, Biden recibió el premio Best of Congress de la revista Working Mother por "mejorar la calidad de vida estadounidense a través de políticas laborales favorables a la familia". También en 2008, compartió con su compañero senador Richard Lugar el premio Hilal-i-Pakistan del Gobierno de Pakistán "en reconocimiento a su apoyo constante a Pakistán".
Biden es miembro del Salón de la Fama de la Asociación de Bomberos Voluntarios de Delaware. Fue nombrado miembro del Salón de la Excelencia de las Pequeñas Ligas en 2009.
El 15 de mayo de 2016, la Universidad de Notre Dame le otorgó a Biden la Medalla Laetare, considerada el más alto honor para los católicos estadounidenses. La medalla fue otorgada simultáneamente a John Boehner, presidente de la Cámara de Representantes de los Estados Unidos. El 25 de junio de 2016, Biden recibió la Libertad de la Ciudad del Condado de Louth en la República de Irlanda. El 12 de enero de 2017, Obama sorprendió a Biden al otorgarle la Medalla Presidencial de la Libertad con Distinción‍, por "la fe en sus compatriotas estadounidenses, por su amor a la patria y una vida de servicio que perdurará a través de las generaciones".
El 11 de diciembre de 2018, la Universidad de Delaware cambió el nombre de su Escuela de Política Pública y Administración a Escuela de Política Pública y Administración Joseph R. Biden, Jr. Allí se encuentra el Instituto Biden.

## Historial electoral
| Año  | Cargo           |  | Candidato            | Partido   | Votos      | %       | Votos Electorales |  | Oponente              | Partido     | Votos      | %       | Votos Electorales |
| ---- | --------------- |  | -------------------- | --------- | ---------- | ------- | ----------------- |  | --------------------- | ----------- | ---------- | ------- | ----------------- |
| 1972 | Senado          |  | Joseph R. Biden, Jr. | Demócrata | 116.006    | 50 %    |                   |  | J. Caleb Boggs        | Republicano | 112.844    | 49 %    |                   |
| 1978 | Senado          |  | Joseph R. Biden, Jr. | Demócrata | 93.930     | 58 %    |                   |  | James H. Baxter, Jr.  | Republicano | 66.479     | 41 %    |                   |
| 1984 | Senado          |  | Joseph R. Biden, Jr. | Demócrata | 147.831    | 60 %    |                   |  | John M. Burris        | Republicano | 98,101     | 40 %    |                   |
| 1990 | Senado          |  | Joseph R. Biden, Jr. | Demócrata | 112.918    | 63 %    |                   |  | M. Jane Brady         | Republicano | 64,554     | 36 %    |                   |
| 1996 | Senado          |  | Joseph R. Biden, Jr. | Demócrata | 165.465    | 60 %    |                   |  | Raymond J. Clatworthy | Republicano | 105.088    | 38 %    |                   |
| 2002 | Senado          |  | Joseph R. Biden, Jr. | Demócrata | 135.253    | 58 %    |                   |  | Raymond J. Clatworthy | Republicano | 94.793     | 41 %    |                   |
| 2008 | Senado          |  | Joseph R. Biden, Jr. | Demócrata | 257.484    | 65 %    |                   |  | Christine O'Donnell   | Republicano | 140.584    | 35 %    |                   |
| 2008 | Vicepresidencia |  | Joseph R. Biden, Jr. | Demócrata | 69.498,516 | 52.93 % | 365               |  | Sarah Palin           | Republicano | 59.948.323 | 45.65 % | 173               |
| 2012 | Vicepresidencia |  | Joseph R. Biden, Jr. | Demócrata | 65.915.796 | 51.06 % | 332               |  | Paul Ryan             | Republicano | 60.933.500 | 47.20 % | 206               |
| 2020 | Presidencia     |  | Joseph R. Biden, Jr. | Demócrata | 81.281.888 | 51.38 % | 306               |  | Donald Trump          | Republicano | 74.233.251 | 46.91 % | 232               |